# Chevrolet Monte Carlo
Der Chevrolet Monte Carlo ist ein Coupé der oberen Mittelklasse, das die zum General-Motors-Konzern gehörende US-amerikanische Automobilmarke Chevrolet mit Unterbrechungen von 1969 bis 2007 verkaufte. In dieser Zeit entstanden sieben Generationen des Monte Carlo, die technisch jeweils von Chevrolets mittelgroßen Familienwagen abgeleitet waren. Anfänglich gehörte der Monte Carlo zu den Personal Luxury Cars; mit der Wiederbelebung des Modells im Jahr 1999 legte Chevrolet den Schwerpunkt mehr auf Sportlichkeit.
Parallelmodell des Monte Carlo bei den anderen GM-Marken waren zeitweise der Pontiac Grand Prix, das Oldsmobile Cutlass- und das Buick-Regal-Coupé.

## Erste Generation: Serie 138, 1H (1970–1972)
Der Chevrolet Monte Carlo der ersten Generation ist ein viersitziges, zweitüriges Stufenheckcoupé, dessen Design im Bereich der hinteren Kotflügel die Form des 1971 eingeführten Cadillac Fleetwood Eldorado vorwegnimmt. Technisch basiert diese Generation auf der A-Plattform von General Motors. Sie ist deshalb unter anderem eng mit dem zeitgenössischen Intermediate-Modell Chevrolet Chevelle verwandt. Im Gegensatz zum zweitürigen Chevelle Coupé, das einen verkürzten Radstand hat, verwendet der ebenfalls zweitürige Monte Carlo die ungekürzte Plattform des viertürigen Chevelle Sedan. 
Tragende Grundlage ist ein separater Rahmen. Der Karosserieteil von der Spritzwand bis zum Heck ist in einem Teil geschweißt, die Front wurde komplett auf einen Hilfsrahmen geschraubt. Die Monte Carlo Coupés der ersten Baureihe werden ausschließlich von Achtzylinder-V-Motoren angetrieben. Erhältlich waren  Small-Block- oder Big-Block-Motoren mit 5,7, 6,6 und 7,5 Liter Hubraum. Die Unterscheidung erfolgt durch die Länge des Motorblocks und der Bohrung des Zylinders, der in der Regel weniger als 4 Zoll bzw. 101,6 mm beträgt. Lediglich der LF-400-Small Block mit 6,6 Liter (400 in3) hat eine Bohrung von 4,126 Zoll bzw. 104,9 mm. Die Leistung der Motoren variiert in den einzelnen Modelljahren. Bezüglich der Kraftübertragung waren verschiedene Optionen verfügbar. Im Programm standen ein Zweigang-Powerglide-Automatikgetriebe (für die 5,7-Liter-Motoren), eine Dreigang-Turbo-Hydramatic oder ein Viergang-Schaltgetriebe. Die meisten Monte Carlos wurden mit der aufpreispflichtigen Turbo-Hydramatic verkauft.
Die erste Baureihe des Monte Carlo wurde in den Modelljahren 1970 bis 1972 verkauft. In dieser Zeit änderten sich Technik und Design nur geringfügig. Insgesamt verkaufte Chevrolet von der ersten Generation 439.393 Fahrzeuge, darunter waren 5742 SS 454.

## Serie 1AH, 1973–1977

### Angebotene Motoren
| Tabelle mit technischen Daten zum Chevrolet Monte Carlo (Serienmodelle) | Tabelle mit technischen Daten zum Chevrolet Monte Carlo (Serienmodelle)            | Tabelle mit technischen Daten zum Chevrolet Monte Carlo (Serienmodelle)            | Tabelle mit technischen Daten zum Chevrolet Monte Carlo (Serienmodelle)            | Tabelle mit technischen Daten zum Chevrolet Monte Carlo (Serienmodelle)            | Tabelle mit technischen Daten zum Chevrolet Monte Carlo (Serienmodelle)            | Tabelle mit technischen Daten zum Chevrolet Monte Carlo (Serienmodelle)            | Tabelle mit technischen Daten zum Chevrolet Monte Carlo (Serienmodelle)            |
| Chevrolet Monte Carlo                                                   | 305                                                                                | 350                                                                                | 350                                                                                | 350                                                                                | 400                                                                                | 400                                                                                | 454                                                                                |
| ----------------------------------------------------------------------- | ---------------------------------------------------------------------------------- | ---------------------------------------------------------------------------------- | ---------------------------------------------------------------------------------- | ---------------------------------------------------------------------------------- | ---------------------------------------------------------------------------------- | ---------------------------------------------------------------------------------- | ---------------------------------------------------------------------------------- |
| Bestellcode                                                             | Std./LG3                                                                           | Std. (L65)                                                                         | LM1                                                                                | L48                                                                                | LF6                                                                                | LT4                                                                                | LS6                                                                                |
| Motorname                                                               | Small Block Chevrolet                                                              | Small Block Chevrolet                                                              | Small Block Chevrolet                                                              | Small Block Chevrolet                                                              | Big Block Chevrolet                                                                | Big Block Chevrolet                                                                | Big Block Chevrolet                                                                |
| Motorart                                                                | Ottomotor                                                                          | Ottomotor                                                                          | Ottomotor                                                                          | Ottomotor                                                                          | Ottomotor                                                                          | Ottomotor                                                                          | Ottomotor                                                                          |
| Motorarbeitsverfahren                                                   | Viertakt                                                                           | Viertakt                                                                           | Viertakt                                                                           | Viertakt                                                                           | Viertakt                                                                           | Viertakt                                                                           | Viertakt                                                                           |
| Motorbauart                                                             | 8-Zylinder-V-Motor, längseingebaut                                                 | 8-Zylinder-V-Motor, längseingebaut                                                 | 8-Zylinder-V-Motor, längseingebaut                                                 | 8-Zylinder-V-Motor, längseingebaut                                                 | 8-Zylinder-V-Motor, längseingebaut                                                 | 8-Zylinder-V-Motor, längseingebaut                                                 | 8-Zylinder-V-Motor, längseingebaut                                                 |
| Hubraum                                                                 | 5002 cm3 (305 in3)                                                                 | 5733 cm3 (350 in3)                                                                 | 5733 cm3 (350 in3)                                                                 | 5733 cm3 (350 in3)                                                                 | 6570 cm3 (400 in3)                                                                 | 6570 cm3 (400 in3)                                                                 | 7446 cm3 (454 in3)                                                                 |
| Bohrung × Hub                                                           | 94,9 mm × 88,4 mm (3,736 in × 3,48 in)                                             | 101,6 mm × 88,4 mm (4 in × 3,48 in)                                                | 101,6 mm × 88,4 mm (4 in × 3,48 in)                                                | 101,6 mm × 88,4 mm (4 in × 3,48 in)                                                | 104,8 mm × 95,2 mm (4,125 in × 3,75 in)                                            | 104,8 mm × 95,2 mm (4,125 in × 3,75 in)                                            | 108 mm × 101,6 mm (4,25 in × 4 in)                                                 |
| Bankwinkel                                                              | 90°                                                                                | 90°                                                                                | 90°                                                                                | 90°                                                                                | 90°                                                                                | 90°                                                                                | 90°                                                                                |
| Ventilsteuerung                                                         | OHV, zwei hängende Ventile mit zentraler Nockenwelle, Stößelstangen und Kipphebeln | OHV, zwei hängende Ventile mit zentraler Nockenwelle, Stößelstangen und Kipphebeln | OHV, zwei hängende Ventile mit zentraler Nockenwelle, Stößelstangen und Kipphebeln | OHV, zwei hängende Ventile mit zentraler Nockenwelle, Stößelstangen und Kipphebeln | OHV, zwei hängende Ventile mit zentraler Nockenwelle, Stößelstangen und Kipphebeln | OHV, zwei hängende Ventile mit zentraler Nockenwelle, Stößelstangen und Kipphebeln | OHV, zwei hängende Ventile mit zentraler Nockenwelle, Stößelstangen und Kipphebeln |
| Nockenwellenantrieb                                                     | Kette                                                                              | Kette                                                                              | Kette                                                                              | Kette                                                                              | Kette                                                                              | Kette                                                                              | Kette                                                                              |
| Quellen:                                                                |                                                                                    |                                                                                    |                                                                                    |                                                                                    |                                                                                    |                                                                                    |                                                                                    |

### 1973
Im Sommer 1972 wurde die Chevrolet-Mittelklasse bei unverändertem Radstand und identischer Technik erneuert, davon profitierte auch der Monte Carlo, der 3415 USD kostete. Er erhielt eine neue um rund 100 mm (4 Zoll) längere Karosserie, bei der die gewölbten Seitenflächen aber als Merkmal erhalten blieben. Das bisherige hintere kleine Fenster ließ man weg, dafür wurde in der breiten C-Säule ein schmales Seitenfenster ergänzt. Die Front war deutlich konturierter als bei der 1. Generation. Die Stoßstangen wurden voluminöser, neue Bundesgesetze für 1973 verlangten, dass vordere Stoßstangen einen Aufprall mit 8 km/h (5 Meilen pro Stunde) ohne Beschädigung der Karosserie überstehen mussten (für hintere Stoßstangen wurden dies 1974 zur Norm). Die Motorhaube ragte weiter in den Frontgrill, wodurch dieser deutlich schmaler wurde. Die runden Scheinwerfer hatten nur noch einen kleinen Chromring. Die Blink-Standleuchten-Kombi saß wie bei der Chevelle in den Kotflügelspitzen. Auch das Heckblech wurde überarbeitet. So reichten die senkrecht stehenden Rückleuchten nicht mehr bis in die Stoßstange, sondern endeten darüber. Neue Modellvarianten waren der sportlich gestaltete Monte Carlo „S“ (Listenpreis 3562 USD) sowie, als neue noch besser ausgestattete Luxusversion, der Monte Carlo Landau (Listenpreis 3806 USD). Bei der Landau-Version wurde der hintere Teil des Daches und die C-Säule in Vinyl eingekleidet.
Im Modelljahr verließen 233.689 Monte Carlos das Werk.
| Angebotene Motoren des Modelljahrs 1973            | Angebotene Motoren des Modelljahrs 1973 | Angebotene Motoren des Modelljahrs 1973 | Angebotene Motoren des Modelljahrs 1973 |
| Chevrolet Monte Carlo                              | 350                                     | 350                                     | 454                                     |
| -------------------------------------------------- | --------------------------------------- | --------------------------------------- | --------------------------------------- |
| Bestellcode                                        | Std. (L65)                              | L48                                     | LS4                                     |
| Motorname                                          | Turbo-Fire (Small Block Chevrolet)      | Turbo-Fire (Small Block Chevrolet)      | Turbo-Jet (Big Block Chevrolet)         |
| Bremsleistung (netto SAE-PS) bei Drehzahl in min−1 | 145 SAE-HP bei 4000                     | 175 SAE-HP bei 4000                     | 245 SAE-HP bei 4000                     |
| max. netto Drehmoment bei min−1                    | 346 Nm (255 lbf·ft) bei 2400            | 353 Nm (260 lbf·ft) bei 2800            | 508 Nm (375 lbf·ft) bei 2800            |
| Verdichtung                                        | 8,5 : 1                                 | 8,5 : 1                                 | 8,25 : 1                                |
| Gemischaufbereitung                                | ein Fallstrom-Doppelvergaser            | ein Fallstrom-Doppel-Registervergaser   | ein Fallstrom-Doppel-Registervergaser   |
| Quelle:                                            |                                         |                                         |                                         |

### 1974
Der Monte Carlo wurde leicht überarbeitet. Dennoch wurde er von der Zeitschrift Motor Trend aufgrund seines Stylings und der Betonung des guten Fahrverhaltens und Handlings zum „Auto des Jahres“ gewählt.
Der Monte Carlo von 1974 erhielt kleinere Detailänderungen gegenüber seinem Vorgänger von 1973, vor allem einen überarbeiteten Kühlergrill vorne, bündig eingebaute Rückleuchten (nicht mehr mit horizontalen Chromleisten). Das hintere Kennzeichen wurde von der Stoßstange auf das Heckblech verlegt, welches auch den Mechanismus des Kofferraumschlosses beherbergte, so dass der Kofferraumdeckel eine kürzere Kante hatte. 1973 befand sich das Kofferraumschloss unterhalb der Kofferraumabdeckung und oberhalb des hinteren Stoßfängers in einem Bereich, der bei den 1974er Versionen nicht mehr vorhanden war.
Er stellte einen neuen Verkaufsrekord für Chevrolet auf, mit 312.217 hergestellten Exemplaren für das Modelljahr.
| Angebotene Motoren des Modelljahrs 1974            | Angebotene Motoren des Modelljahrs 1974 | Angebotene Motoren des Modelljahrs 1974 | Angebotene Motoren des Modelljahrs 1974 | Angebotene Motoren des Modelljahrs 1974 | Angebotene Motoren des Modelljahrs 1974 |
| Chevrolet Monte Carlo                              | 350                                     | 350                                     | 400                                     | 400                                     | 454                                     |
| -------------------------------------------------- | --------------------------------------- | --------------------------------------- | --------------------------------------- | --------------------------------------- | --------------------------------------- |
| Bestellcode                                        | Std. (L65)                              | LM1                                     | LF6                                     | LT4                                     | LS4                                     |
| Motorname                                          | Turbo-Fire (Small Block Chevrolet)      | Turbo-Fire (Small Block Chevrolet)      | Turbo-Jet (Big Block Chevrolet)         | Turbo-Jet (Big Block Chevrolet)         | Turbo-Jet (Big Block Chevrolet)         |
| Bremsleistung (netto SAE-PS) bei Drehzahl in min−1 | 145 SAE-HP bei 3800                     | 160 SAE-HP bei 3800                     | 150 SAE-HP bei 3200                     | 180 SAE-HP bei 3800                     | 235 SAE-HP bei 4000                     |
| max. netto Drehmoment bei min−1                    | 339 Nm (250 lbf·ft) bei 2200            | 339 Nm (250 lbf·ft) bei 2400            | 400 Nm (295 lbf·ft) bei 2000            | 393 Nm (290 lbf·ft) bei 2400            | 488 Nm (360 lbf·ft) bei 2800            |
| Verdichtung                                        | 8,5 : 1                                 | 8,5 : 1                                 | 8,5 : 1                                 | 8,5 : 1                                 | 8,25 : 1                                |
| Gemischaufbereitung                                | ein Fallstrom-Doppelvergaser            | ein Fallstrom-Doppel-Registervergaser   | ein Fallstrom-Doppelvergaser            | ein Fallstrom-Doppel-Registervergaser   | ein Fallstrom-Doppel-Registervergaser   |
| Quelle:                                            |                                         |                                         |                                         |                                         |                                         |

### 1975
Das Modelljahr erhielt geringfügige Styling-Änderungen, einschließlich eines neuen Kühlergrills mit dem Monte-Carlo-Emblem in der Mitte und neuen, vertikal geformten Rückleuchten mit horizontalen Lamellen. Alle Modelle erhielten Katalysatoren, um die bundesstaatlichen und kalifornischen Abgasvorschriften zu erfüllen, zusätzlich wurde dadurch auch der Kraftstoffverbrauch gesenkt, aber bleifreies Benzin mit niedrigerer Oktanzahl erforderlich.
Die Motoren wurden aus dem Jahr 1974 übernommen, mit der Ausnahme, dass die elektronische High Energy-Zündung (H.E.I.) von GM zur Standardausrüstung gehörte.
Neu für 1975 war eine Custom-Innenausstattung, die eine hochwertigere 50/50-Sitzbank aus Stoff mit Liegesitzfunktion auf der Beifahrerseite und einen Teppichboden in der unteren Türverkleidung umfasste. Die Standard-Innenausstattung bestand nach wie vor aus einer Sitzbank mit Strickstoff- und Vinyl- oder Vollvinyl-Polsterung. Außerdem waren in diesem Jahr zum ersten Mal weiße Vollvinyl-Innenausstattungen erhältlich, entweder mit Sitzbank oder Einzelsitze vorn, mit kontrastierenden Farben für Teppichboden und Instrumententafeln, darunter Schwarz, Rot, Blau und Grün.
Die Verkäufe gingen mit 258.909 Fahrzeugen etwas zurück, was auf die höheren Preise durch den Katalysator, der Monte Carlo kostete nun über 4000 USD, zurückzuführen war.
| Angebotene Motoren des Modelljahrs 1975            | Angebotene Motoren des Modelljahrs 1975 | Angebotene Motoren des Modelljahrs 1975 | Angebotene Motoren des Modelljahrs 1975 | Angebotene Motoren des Modelljahrs 1975 |
| Chevrolet Monte Carlo                              | 350                                     | 350                                     | 400                                     | 454                                     |
| -------------------------------------------------- | --------------------------------------- | --------------------------------------- | --------------------------------------- | --------------------------------------- |
| Bestellcode                                        | Std. (L65)                              | LM1                                     | LT4                                     | LS4                                     |
| Motorname                                          | Turbo-Fire (Small Block Chevrolet)      | Turbo-Fire (Small Block Chevrolet)      | Turbo-Jet (Big Block Chevrolet)         | Turbo-Jet (Big Block Chevrolet)         |
| Bremsleistung (netto SAE-PS) bei Drehzahl in min−1 | 145 SAE-HP bei 3800                     | 155 SAE-HP bei 3800                     | 175 SAE-HP bei 3600                     | 215 SAE-HP bei 4000                     |
| max. netto Drehmoment bei min−1                    | 339 Nm (250 lbf·ft) bei 2200            | 339 Nm (250 lbf·ft) bei 2400            | 414 Nm (305 lbf·ft) bei 2000            | 475 Nm (350 lbf·ft) bei 2400            |
| Verdichtung                                        | 8,5 : 1                                 | 8,5 : 1                                 | 8,5 : 1                                 | 8,15 : 1                                |
| Gemischaufbereitung                                | ein Fallstrom-Doppelvergaser            | ein Fallstrom-Doppel-Registervergaser   | ein Fallstrom-Doppel-Registervergaser   | ein Fallstrom-Doppel-Registervergaser   |
| Quelle:                                            |                                         |                                         |                                         |                                         |

### 1976
Neue senkrecht übereinander angeordnete Doppelscheinwerfer waren zusammen mit neu geformten Rückleuchten und einem neuen Kreuzschraffur-Kühlergrill das Erkennungsmerkmal von 1976. Die Seitenlinie wurde glatter, die vormals deutlichen Wölbungen verschwanden. Zugleich schrumpfte der Basismotor auf 5,0 Liter Hubraum (145 SAE-PS / ca. 104 kW), der 7,5-Liter-Motor entfiel, größte Maschine war ein 6,6-Liter-V8-Motor (175 SAE-PS / ca. 130 kW).
Die Innenausstattung blieb in den beiden Ausstattungsvarianten Base und Custom die gleiche wie 1975, aber die Instrumententafel und das Lenkrad wurden mit einem neuen Palisander-Dekor versehen, das die Wurzelrinde der Vorjahre ersetzte. Eine neue Option war eine zweifarbige „Fashion Tone“-Lackkombination. Der Absatz des Monte Carlo erreichte in diesem Jahr mit 353.272 Einheiten einen neuen Rekord. 191.370 „S“-Coupés wurden hergestellt. 161.902 Landau Coupes, die 293 Dollar teurer waren.
| Angebotene Motoren des Modelljahrs 1976            | Angebotene Motoren des Modelljahrs 1976 | Angebotene Motoren des Modelljahrs 1976 | Angebotene Motoren des Modelljahrs 1976 | Angebotene Motoren des Modelljahrs 1976 |
| Chevrolet Monte Carlo                              | 305                                     | 350                                     | 350                                     | 400                                     |
| -------------------------------------------------- | --------------------------------------- | --------------------------------------- | --------------------------------------- | --------------------------------------- |
| Bestellcode                                        | Std. (LG3)                              | L65                                     | LM1                                     | LT4                                     |
| Motorname                                          | Turbo-Fire (Small Block Chevrolet)      | Turbo-Fire (Small Block Chevrolet)      | Turbo-Fire (Small Block Chevrolet)      | Turbo-Jet (Big Block Chevrolet)         |
| Bremsleistung (netto SAE-PS) bei Drehzahl in min−1 | 140 SAE-HP bei 3800                     | 145 SAE-HP bei 3800                     | 165 SAE-HP bei 3800                     | 175 SAE-HP bei 3600                     |
| max. netto Drehmoment bei min−1                    | 332 Nm (245 lbf·ft) bei 2000            | 339 Nm (250 lbf·ft) bei 2200            | 353 Nm (260 lbf·ft) bei 2400            | 414 Nm (305 lbf·ft) bei 2000            |
| Verdichtung                                        | 8,5 : 1                                 | 8,5 : 1                                 | 8,5 : 1                                 | 8,5 : 1                                 |
| Gemischaufbereitung                                | ein Fallstrom-Doppelvergaser            | ein Fallstrom-Doppelvergaser            | ein Fallstrom-Doppel-Registervergaser   | ein Fallstrom-Doppel-Registervergaser   |
| Quelle:                                            |                                         |                                         |                                         |                                         |

### 1977
Ein überarbeiteter Kühlergrill mit kleineren, senkrechten Segmenten und dem Monte-Carlo-Emblem, das zu einem stehenden Haubenornament verschoben wurde, sowie überarbeitete Rückleuchtengläser kennzeichneten den 1977er Monte Carlo. Der Grilleinsatz im oberen Teil der Stoßstange entfiel. Die Innenausstattung wurde in diesem Jahr geringfügig überarbeitet und umfasste Stoff-, Velours- und Vinylbezüge sowohl in der Basis- als auch in der Custom-Ausstattung. Dieses Modelljahr markiert das einzige Mal in der Geschichte, dass ein Mittelklassemodell in allen Dimensionen größer war als ein Full-Size-Modell, da der B-Body Chevrolet Caprice/Impala bereits für 1977 überarbeitet und verkleinert worden war.
Die Einführung eines verkleinerten Monte Carlo für das Jahr 1978 stand bevor. Im letzten Produktionsjahr der 2. Generation verließen 224.327 „S“-Coupés und 186.711 Landau Coupés die Werke.
| Angebotene Motoren des Modelljahrs 1977            | Angebotene Motoren des Modelljahrs 1977 | Angebotene Motoren des Modelljahrs 1977 |
| Chevrolet Monte Carlo                              | 305                                     | 350                                     |
| -------------------------------------------------- | --------------------------------------- | --------------------------------------- |
| Bestellcode                                        | Std. (LG3)                              | LM1                                     |
| Motorname                                          | Small Block Chevrolet                   | Small Block Chevrolet                   |
| Bremsleistung (netto SAE-PS) bei Drehzahl in min−1 | 145 SAE-HP bei 3800                     | 170 SAE-HP bei 3800                     |
| max. netto Drehmoment bei min−1                    | 332 Nm (245 lbf·ft) bei 2400            | 366 Nm (270 lbf·ft) bei 2100            |
| Verdichtung                                        | 8,5 : 1                                 | 8,5 : 1                                 |
| Gemischaufbereitung                                | ein Fallstrom-Doppelvergaser            | ein Fallstrom-Doppel-Registervergaser   |
| Quelle:                                            |                                         |                                         |

### Galerie

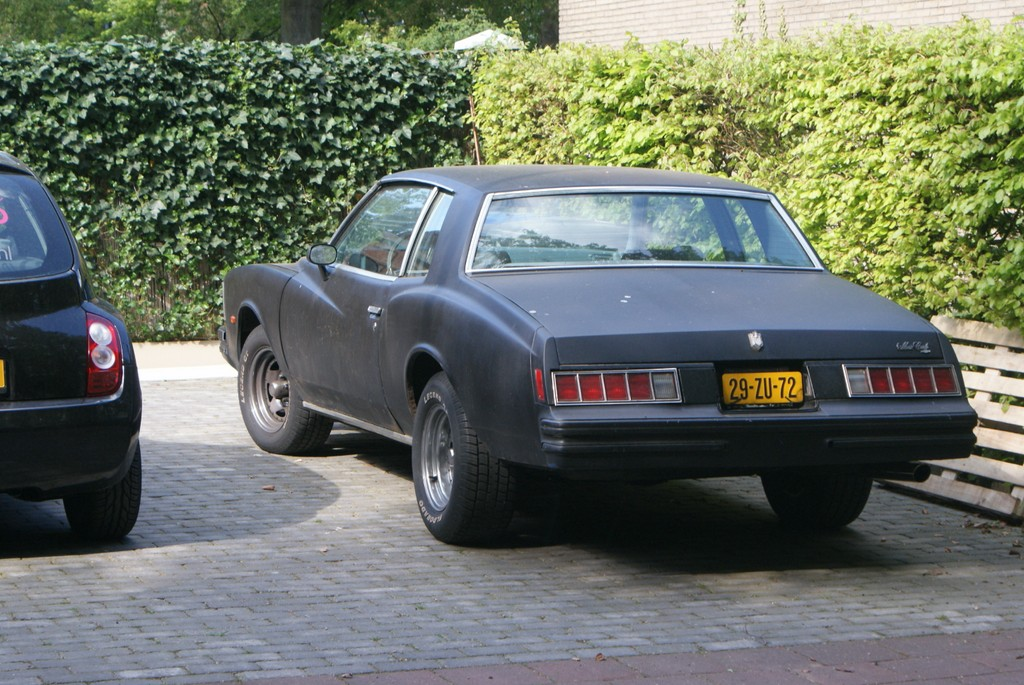
1978
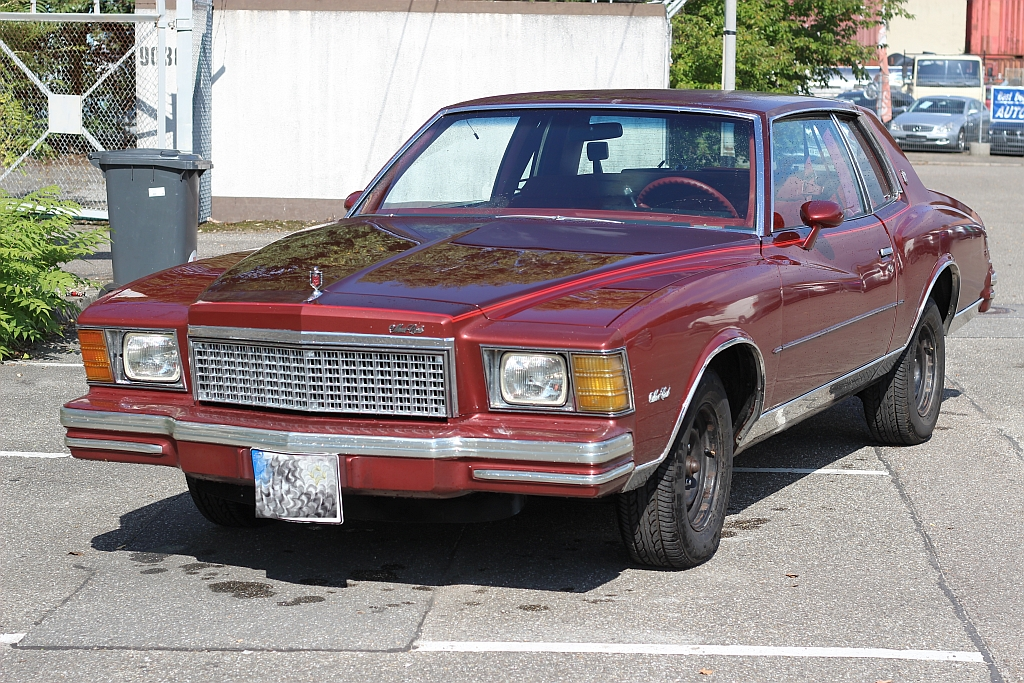
1979
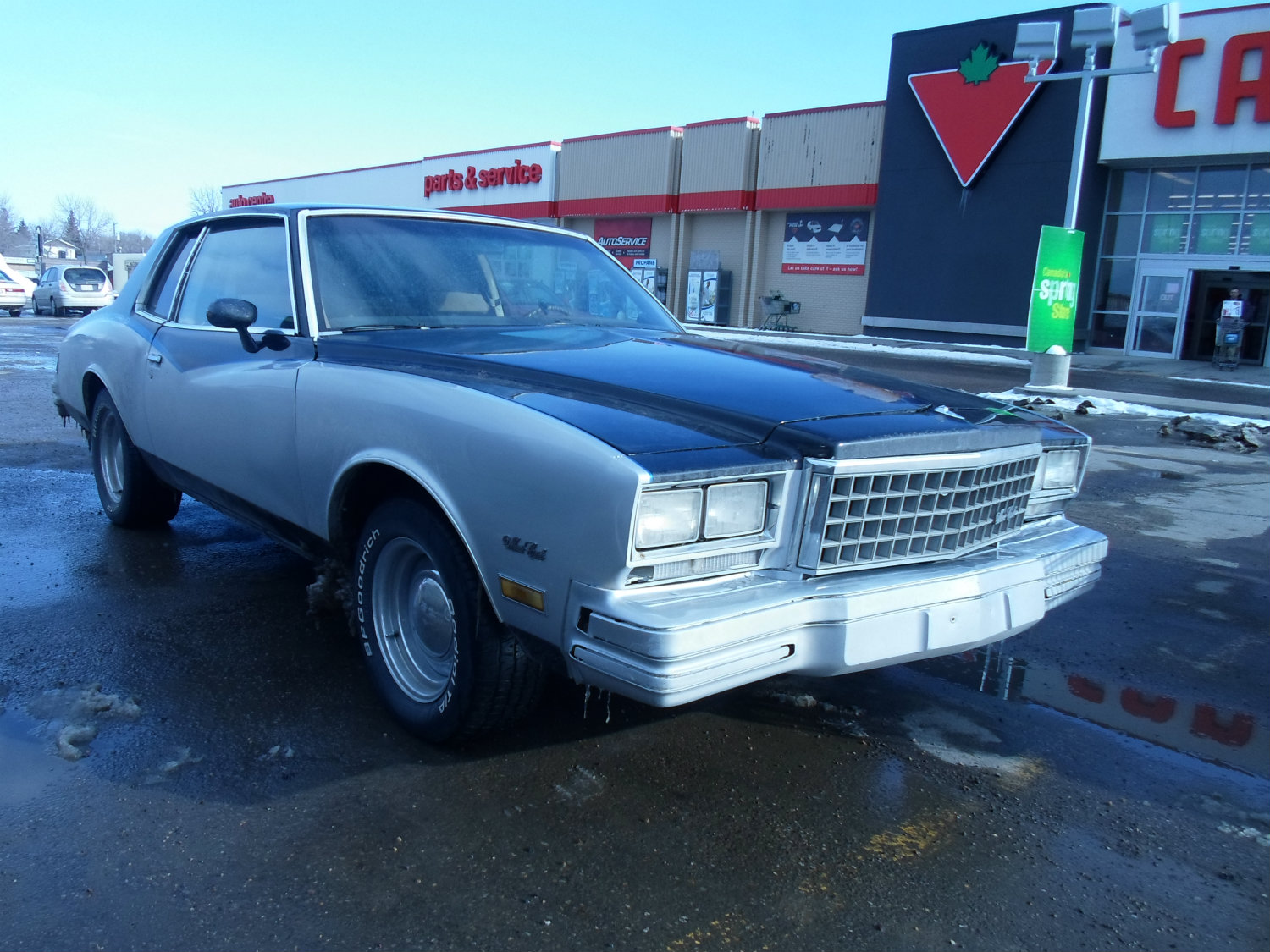
1980

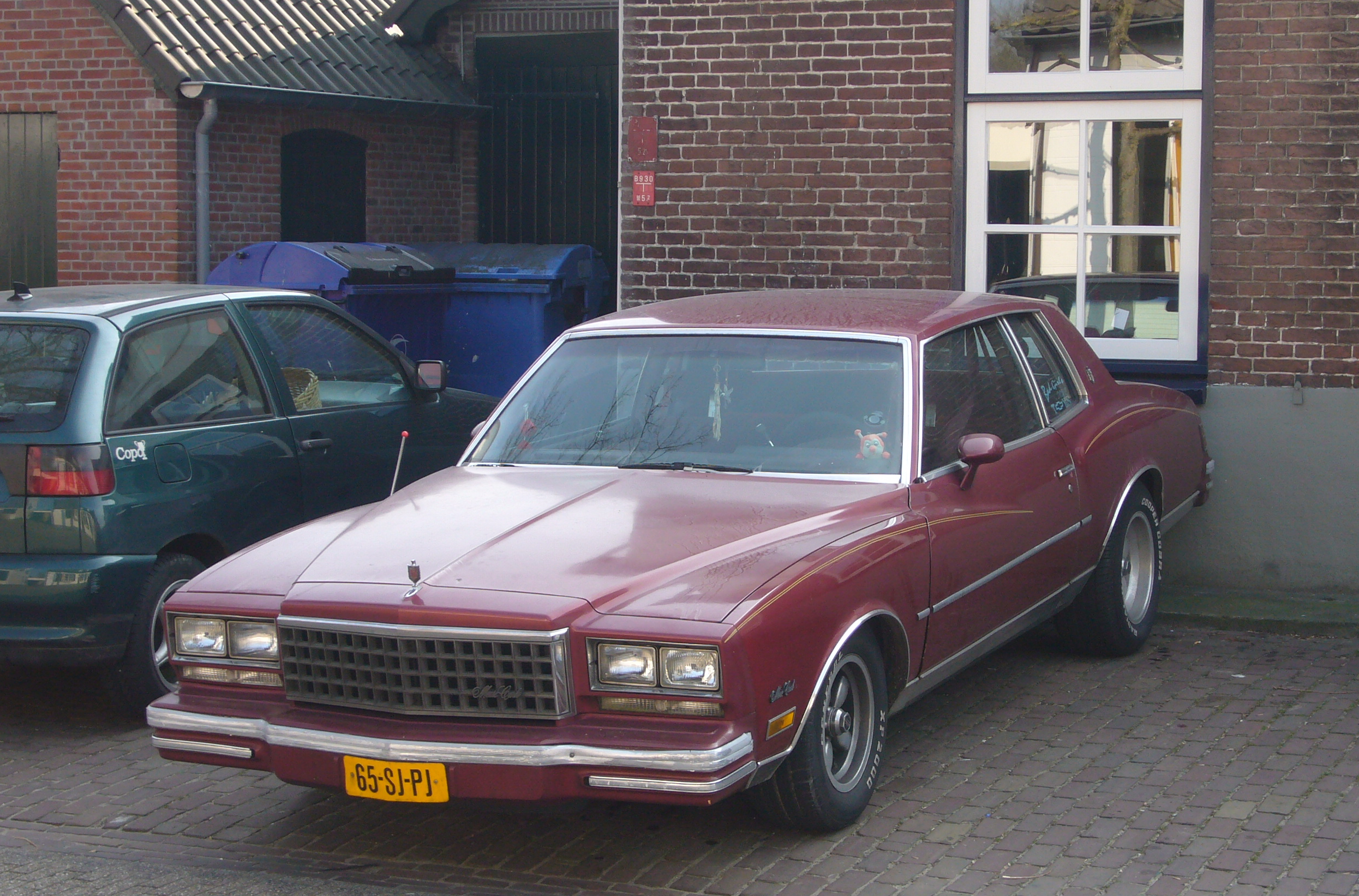
1981
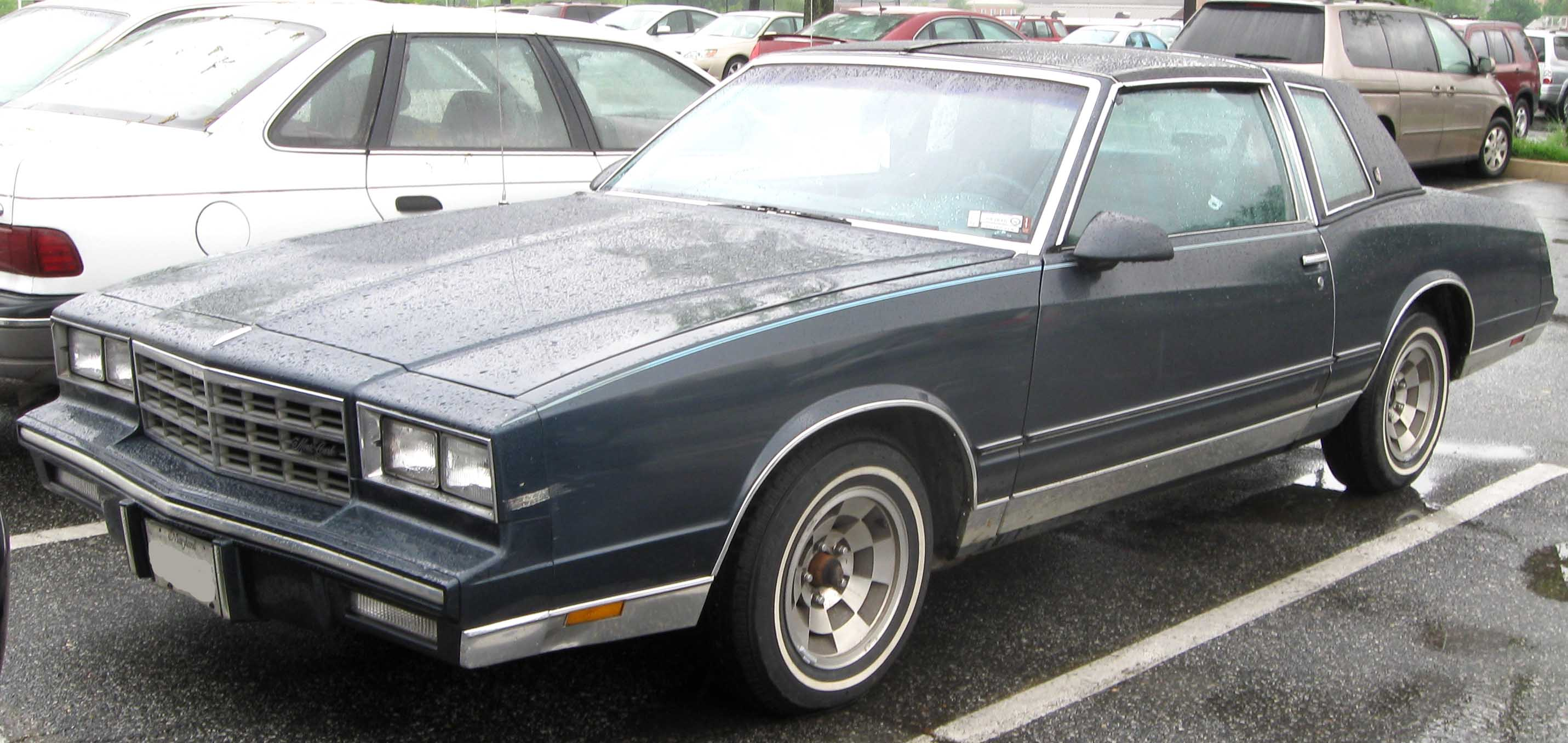
1982
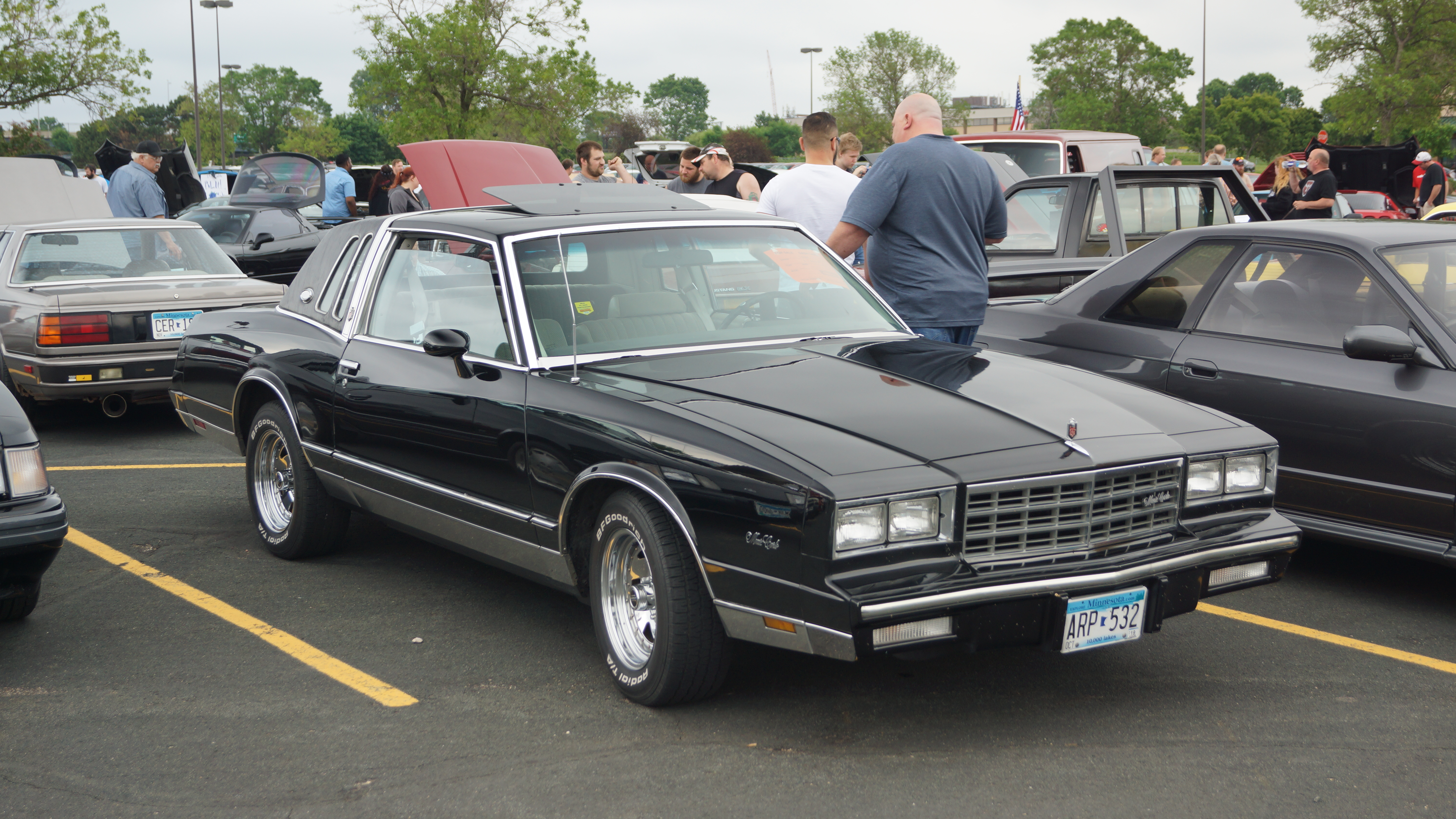
1983
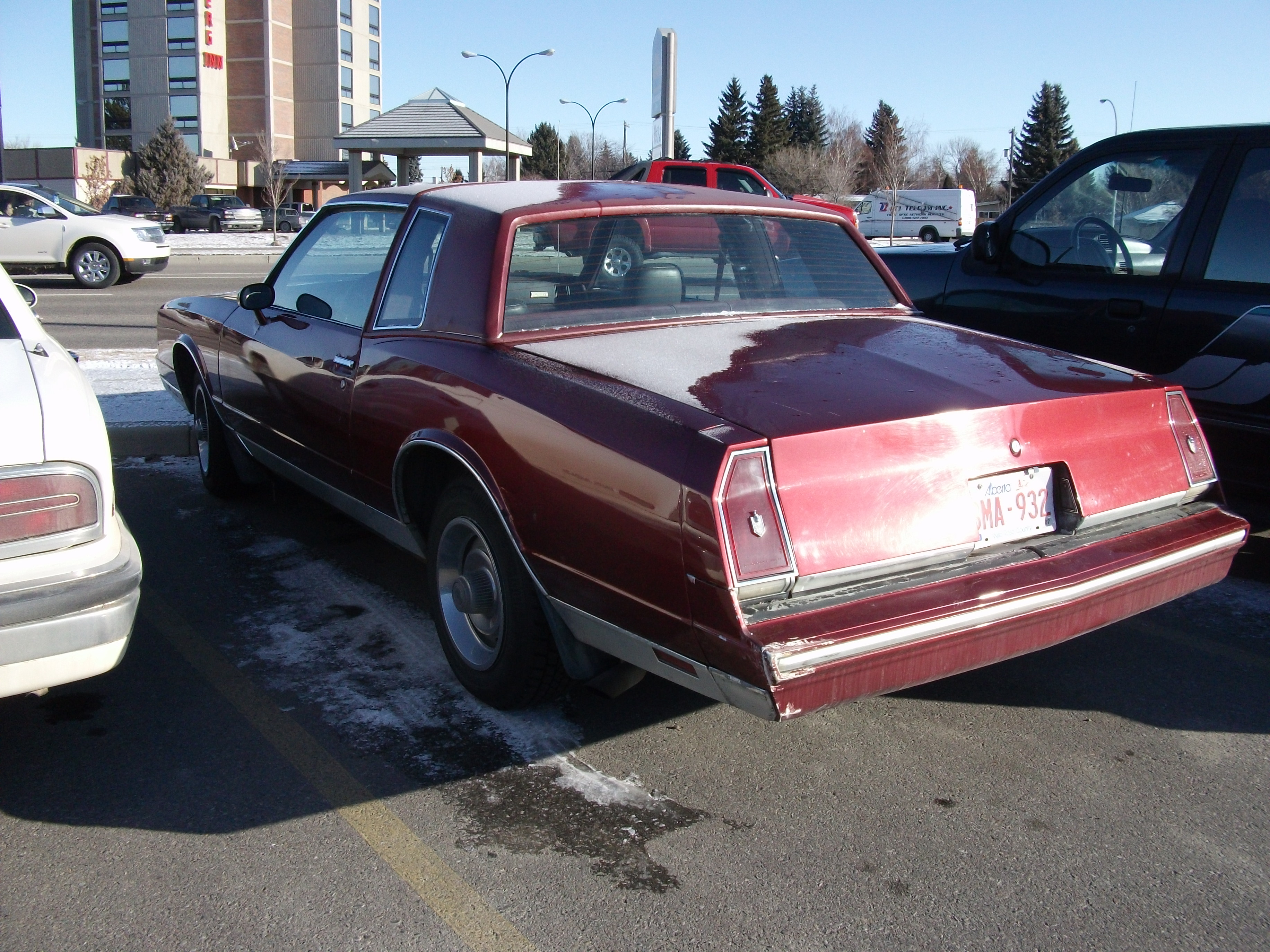
1985
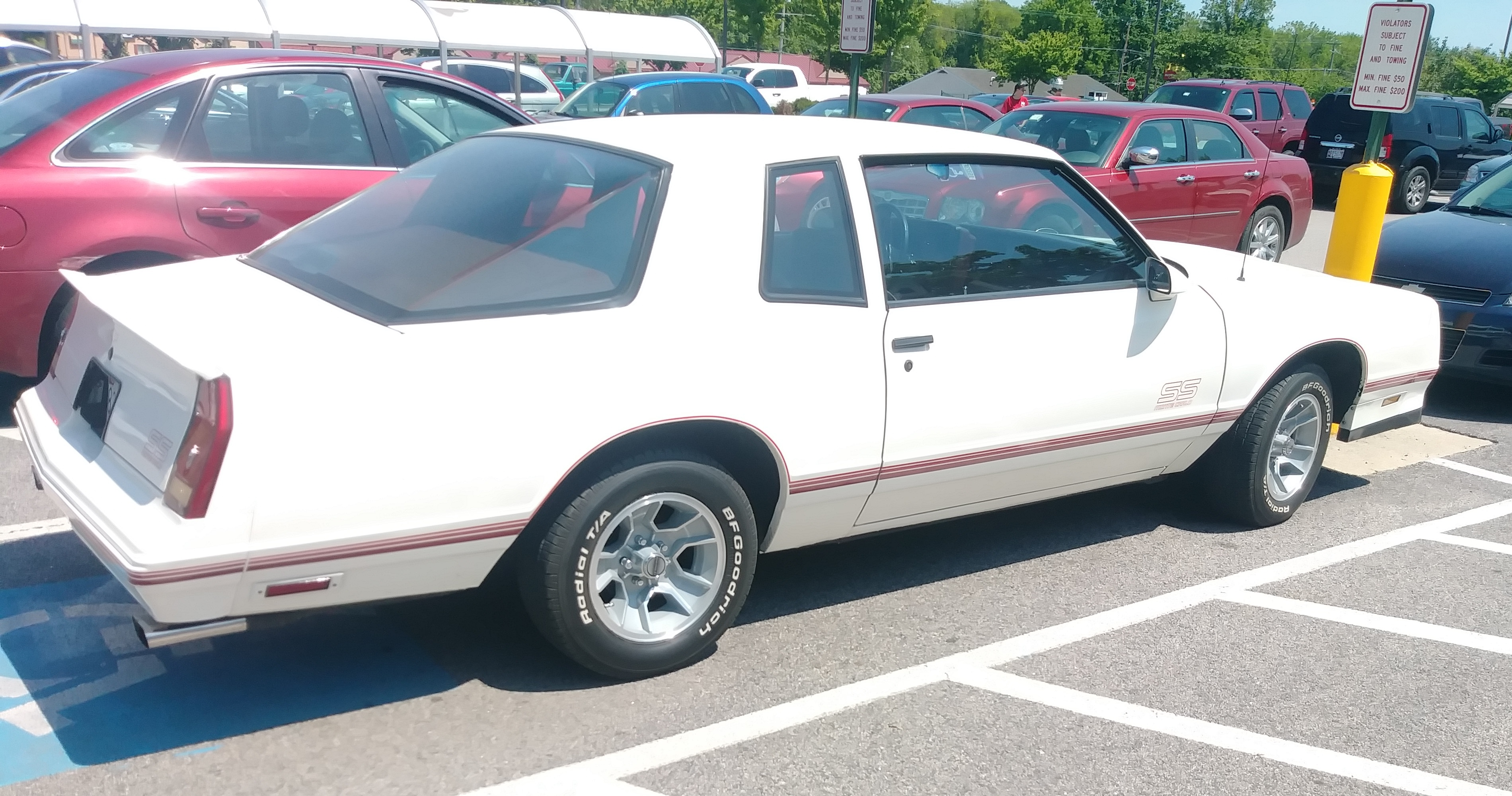
1986 Aerocoupé
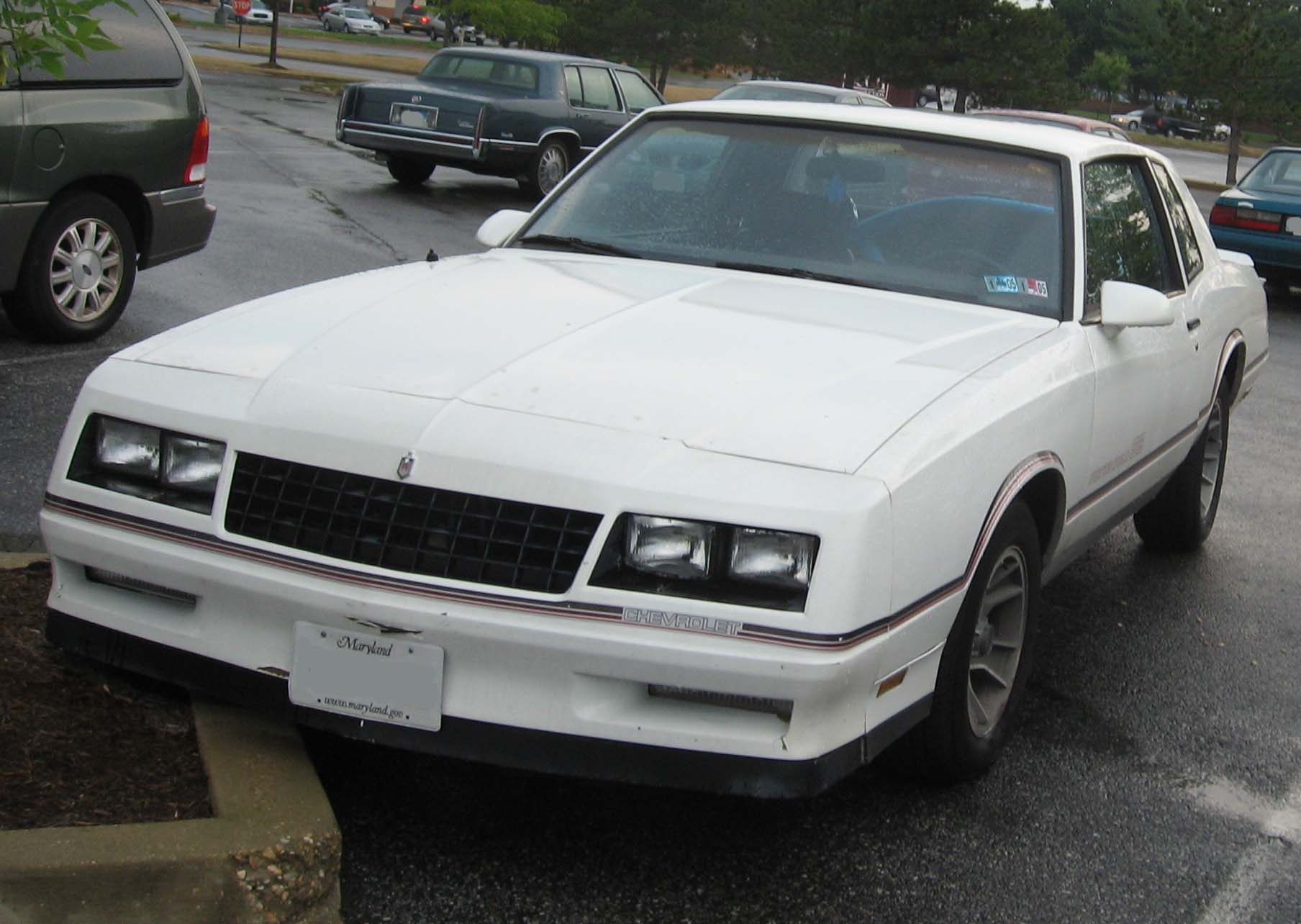
1987 SS

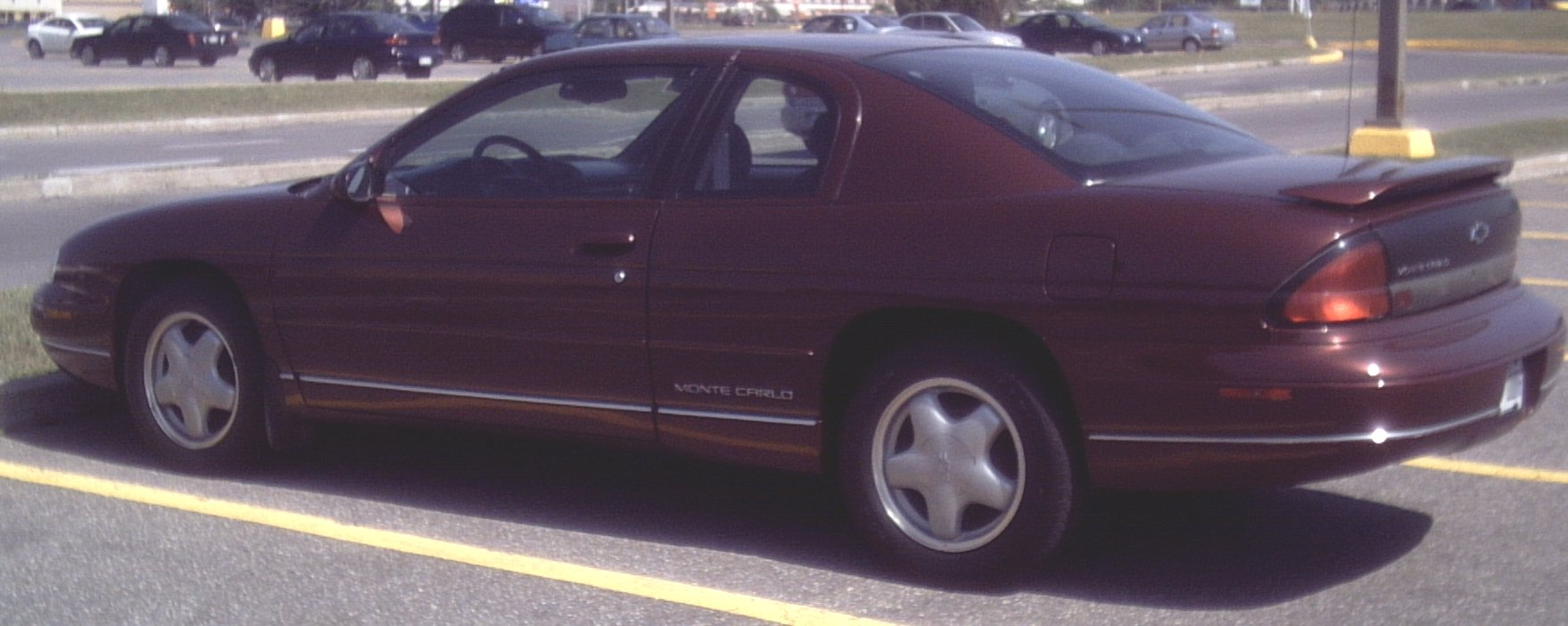
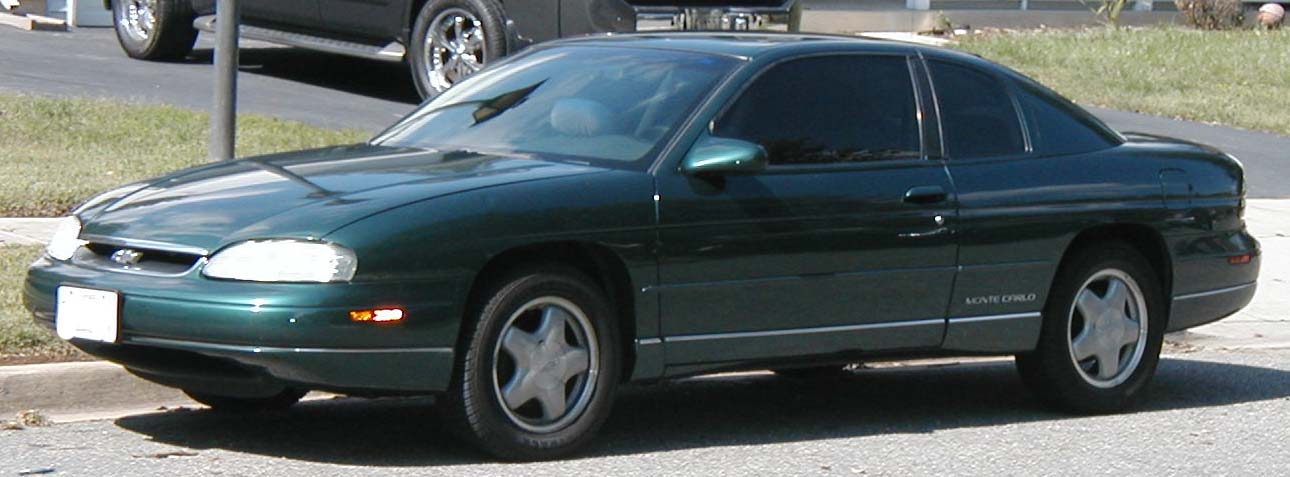
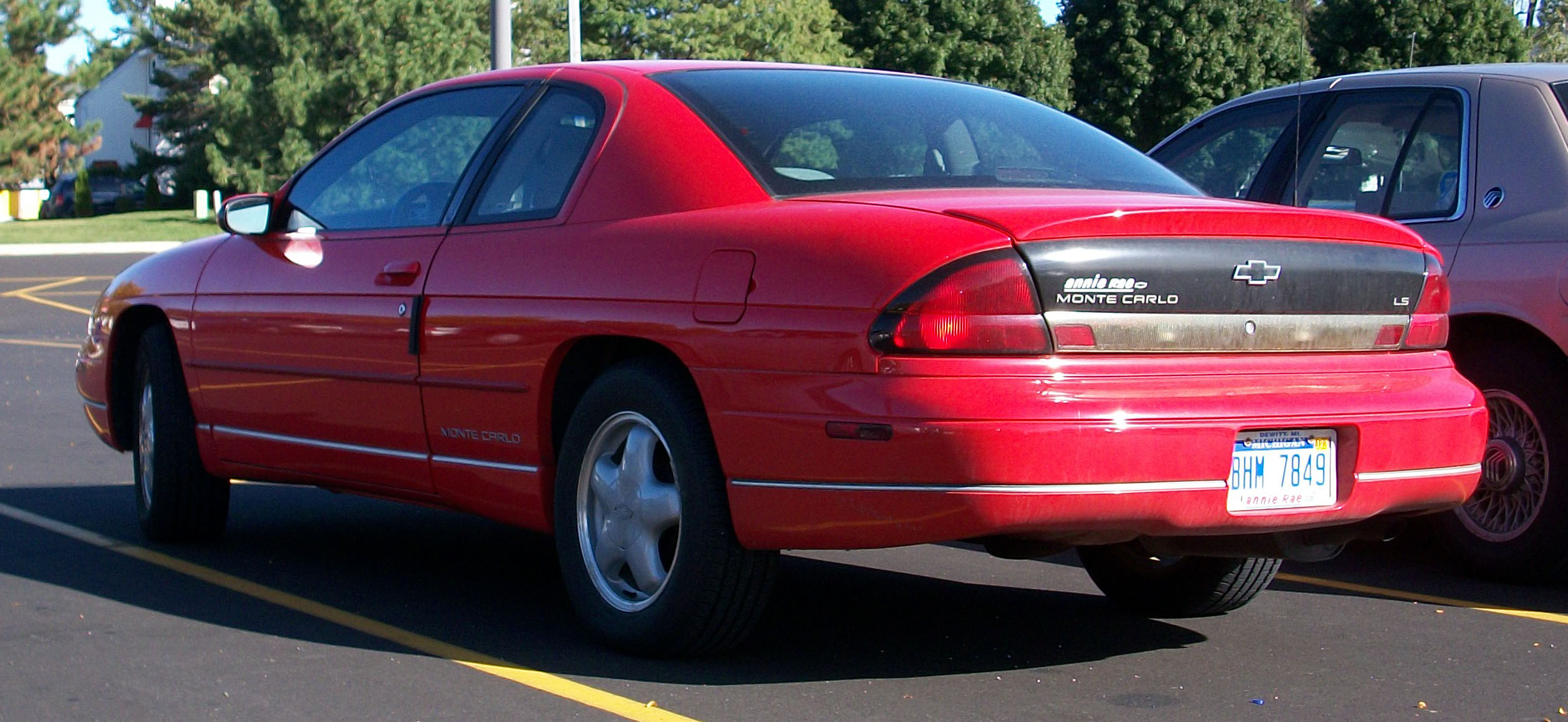

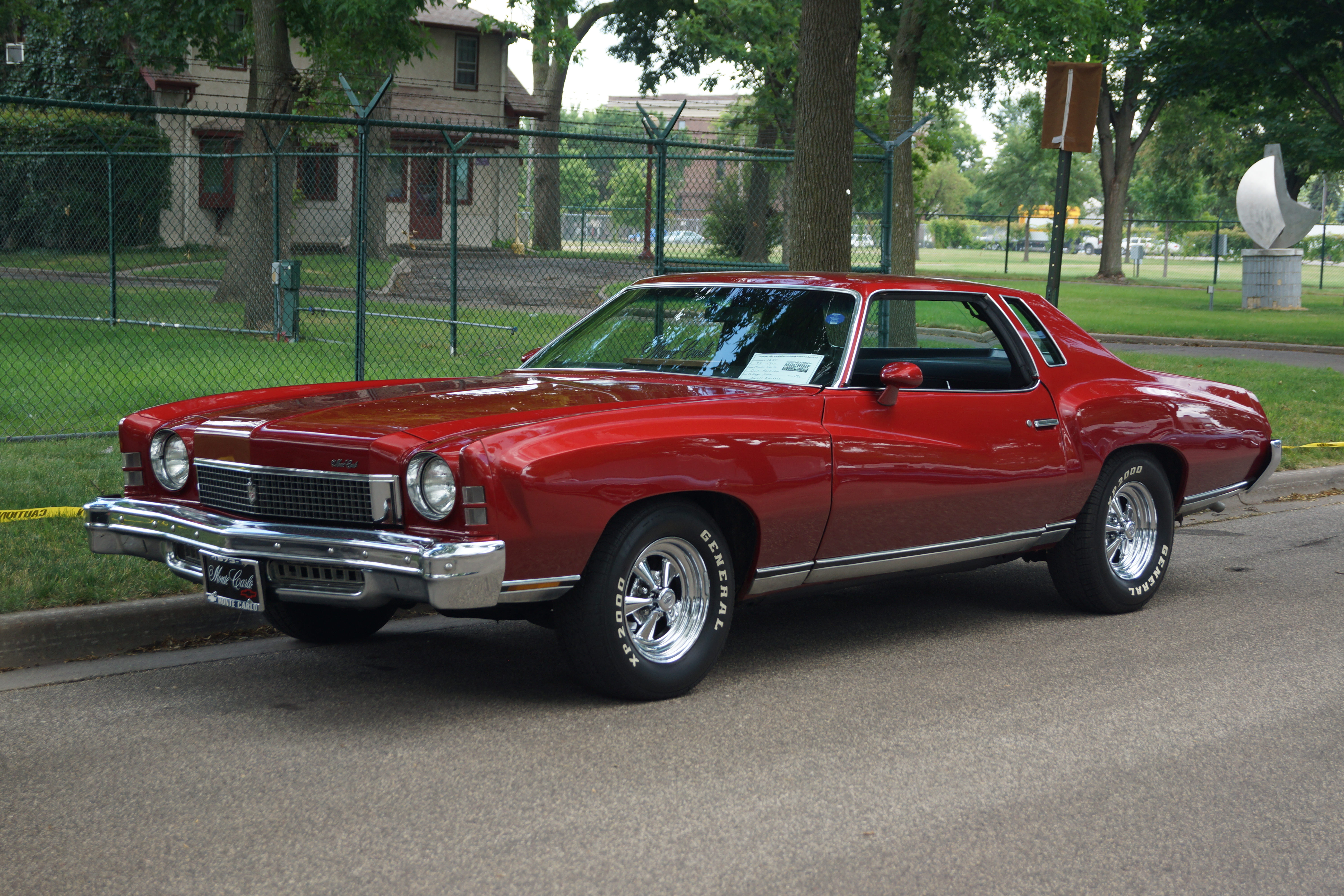
1973
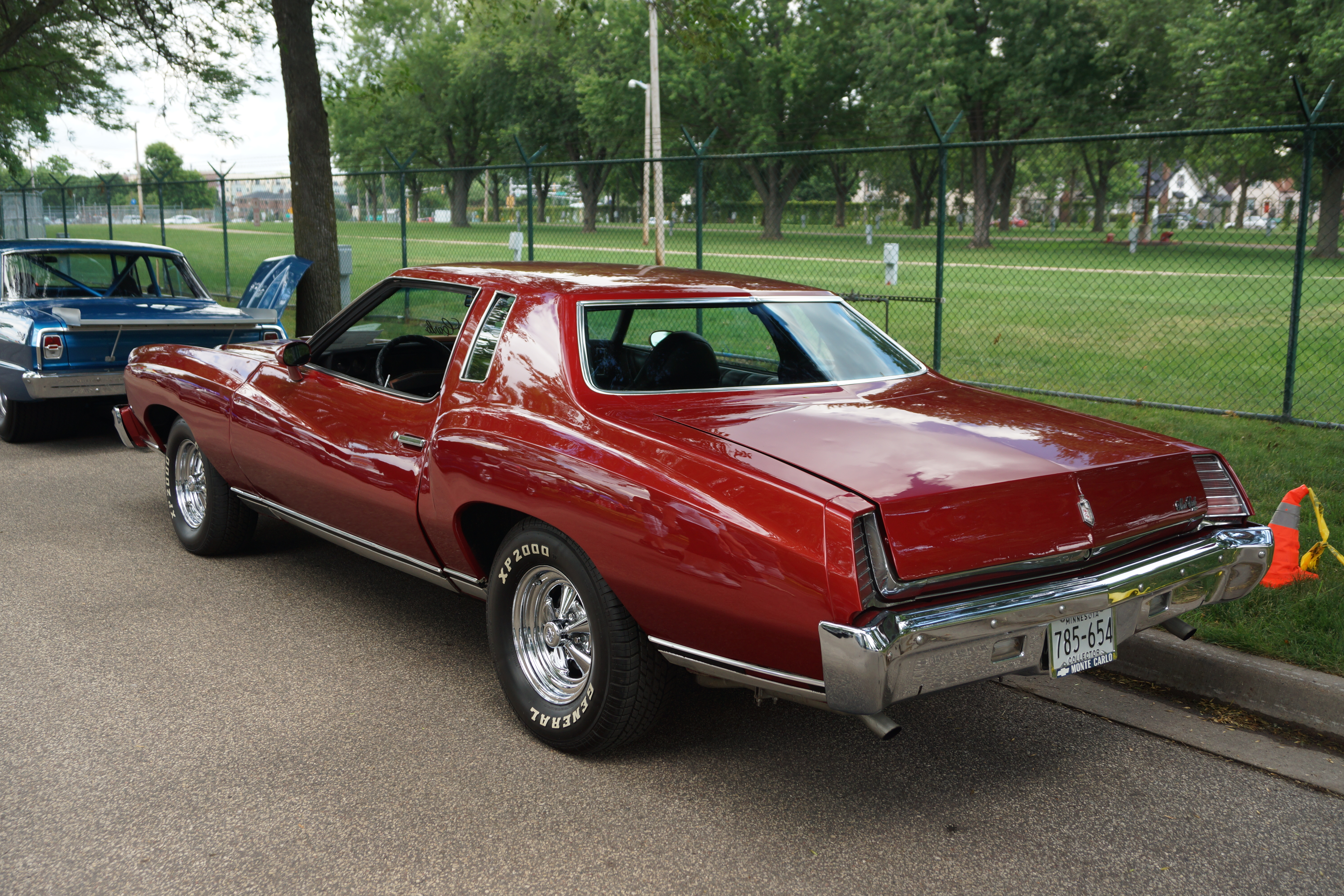
1973
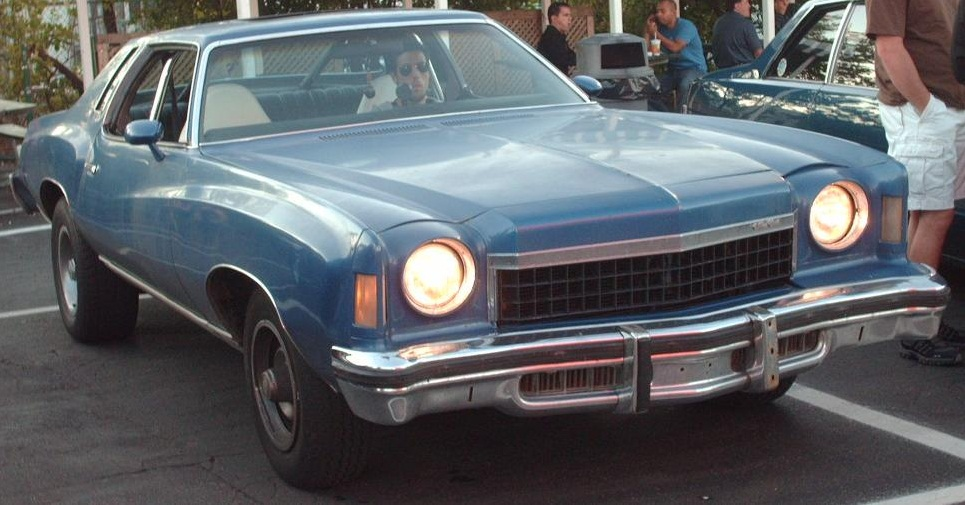
1974
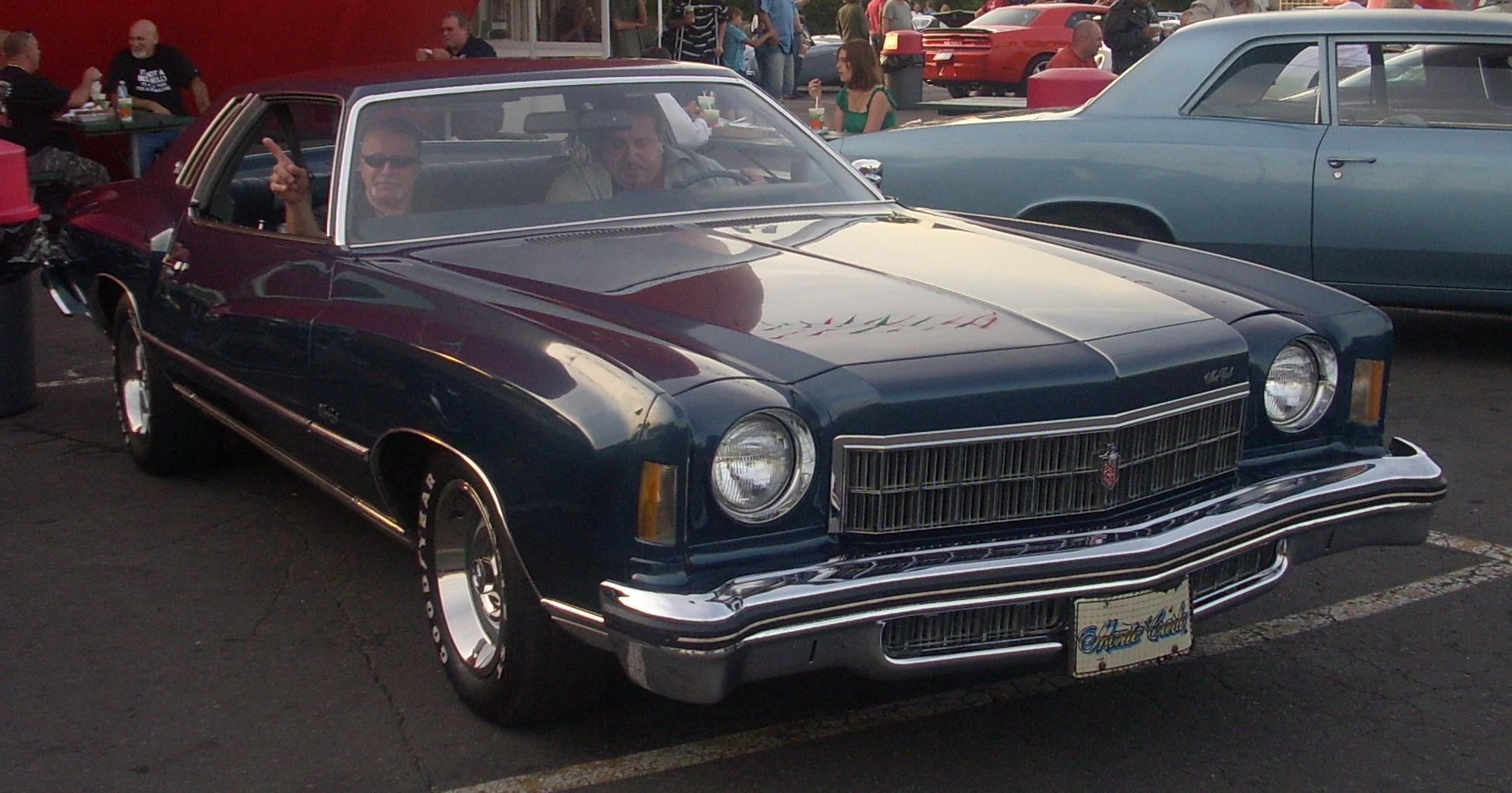
1975
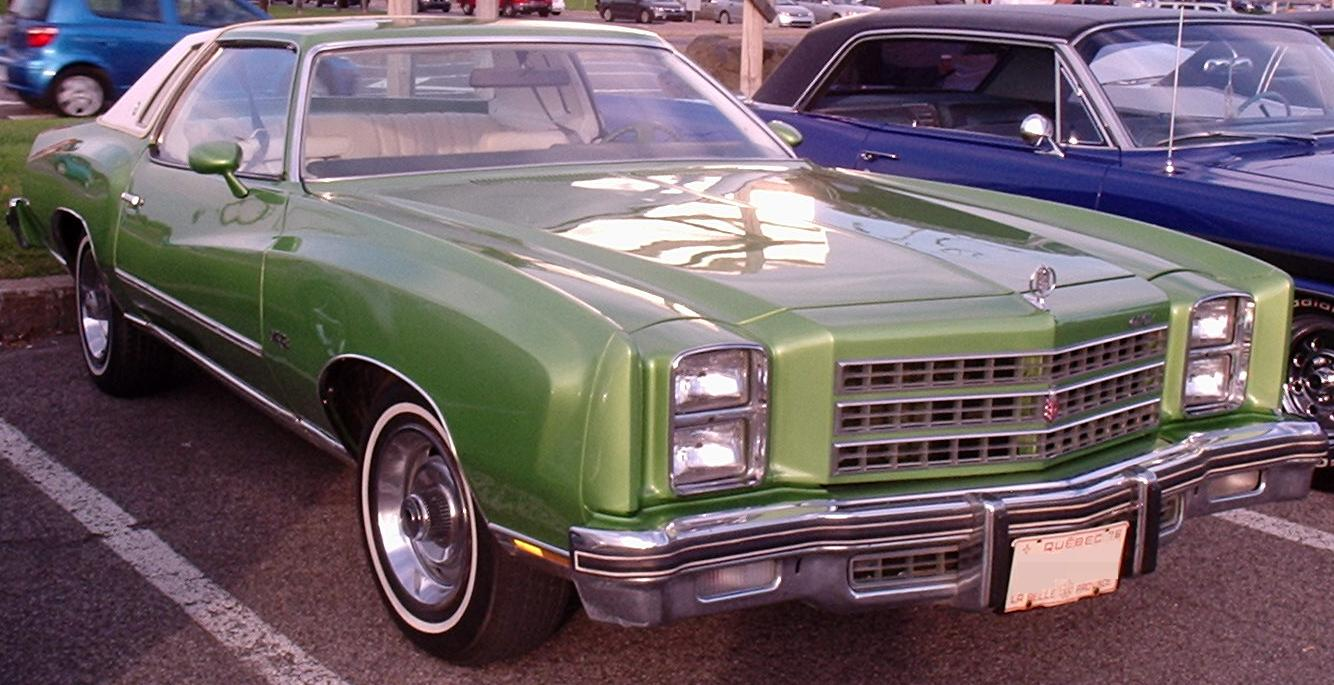
1976
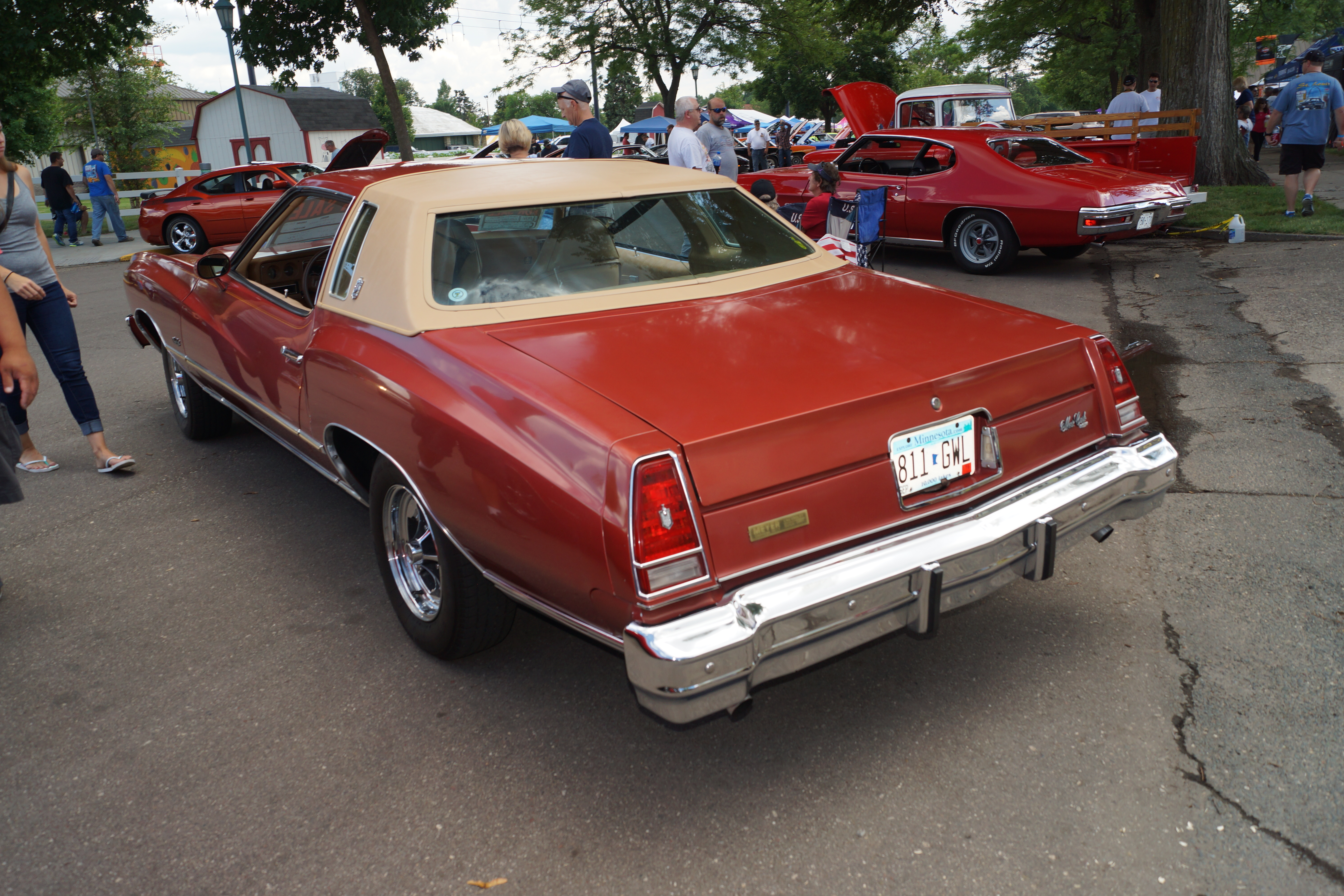
1976 Landau
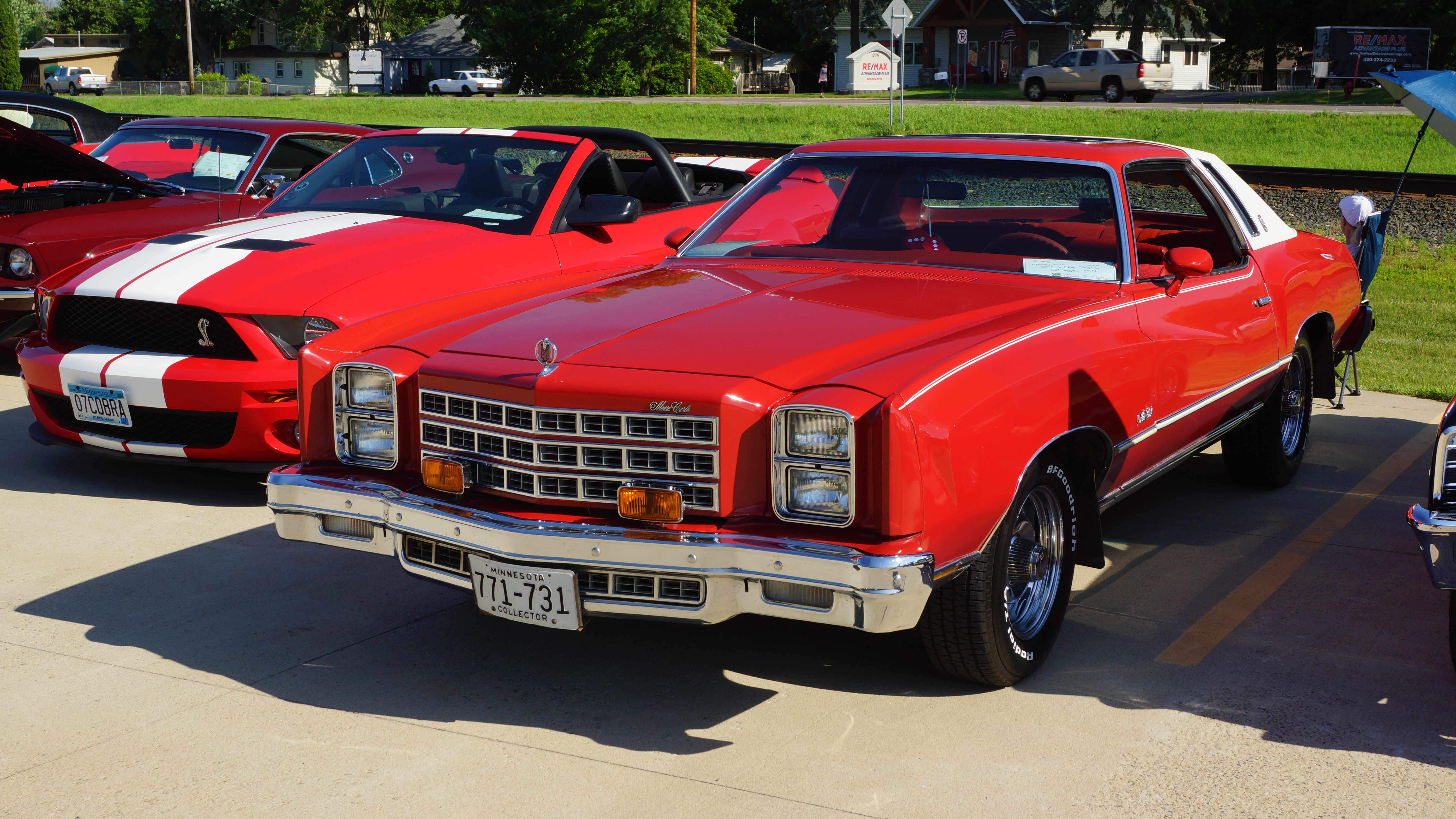
1977
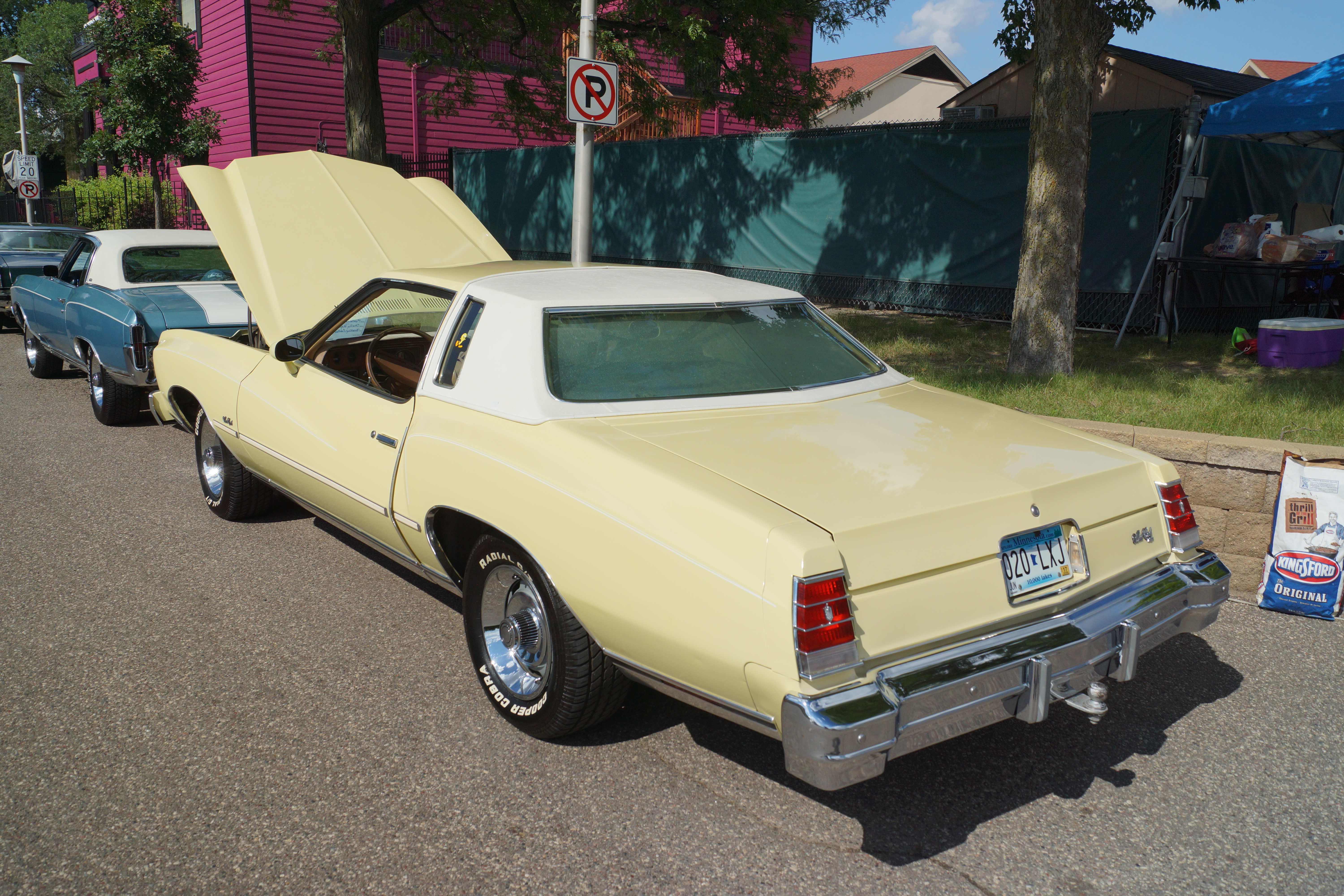
1977

## Serie 1AZ, 1978–1980

### Angebotene Motoren
| Tabelle mit technischen Daten zum Chevrolet Monte Carlo (Serienmodelle) | Tabelle mit technischen Daten zum Chevrolet Monte Carlo (Serienmodelle)            | Tabelle mit technischen Daten zum Chevrolet Monte Carlo (Serienmodelle)            | Tabelle mit technischen Daten zum Chevrolet Monte Carlo (Serienmodelle)            | Tabelle mit technischen Daten zum Chevrolet Monte Carlo (Serienmodelle)            | Tabelle mit technischen Daten zum Chevrolet Monte Carlo (Serienmodelle)            | Tabelle mit technischen Daten zum Chevrolet Monte Carlo (Serienmodelle)            | Tabelle mit technischen Daten zum Chevrolet Monte Carlo (Serienmodelle)            | Tabelle mit technischen Daten zum Chevrolet Monte Carlo (Serienmodelle)            |
| Chevrolet Monte Carlo                                                   | 200                                                                                | 229                                                                                | 231                                                                                | 231                                                                                | 231                                                                                | 267                                                                                | 305                                                                                | 305                                                                                |
| ----------------------------------------------------------------------- | ---------------------------------------------------------------------------------- | ---------------------------------------------------------------------------------- | ---------------------------------------------------------------------------------- | ---------------------------------------------------------------------------------- | ---------------------------------------------------------------------------------- | ---------------------------------------------------------------------------------- | ---------------------------------------------------------------------------------- | ---------------------------------------------------------------------------------- |
| Bestellcode                                                             | L26                                                                                | LC3                                                                                | Std./LD5                                                                           | LC6                                                                                | LC8                                                                                | L39                                                                                | Std./LG3                                                                           | LG4                                                                                |
| Motorname                                                               | General Motors 90° V6                                                              | General Motors 90° V6                                                              | Buick 3800 V6 SII                                                                  | Buick 3800 V6 SII                                                                  | Buick 3800 V6 SII                                                                  | Small Block Chevrolet                                                              | Small Block Chevrolet                                                              | Small Block Chevrolet                                                              |
| Motorart                                                                | Ottomotor                                                                          | Ottomotor                                                                          | Ottomotor                                                                          | Ottomotor                                                                          | Ottomotor                                                                          | Ottomotor                                                                          | Ottomotor                                                                          | Ottomotor                                                                          |
| Motorarbeitsverfahren                                                   | Viertakt                                                                           | Viertakt                                                                           | Viertakt                                                                           | Viertakt                                                                           | Viertakt                                                                           | Viertakt                                                                           | Viertakt                                                                           | Viertakt                                                                           |
| Motorbauart                                                             | 6-Zylinder-V-Motor, längseingebaut                                                 | 6-Zylinder-V-Motor, längseingebaut                                                 | 6-Zylinder-V-Motor, längseingebaut                                                 | 6-Zylinder-V-Motor, längseingebaut                                                 | 6-Zylinder-V-Motor, längseingebaut                                                 | 6-Zylinder-V-Motor, längseingebaut                                                 | 8-Zylinder-V-Motor, längseingebaut                                                 | 8-Zylinder-V-Motor, längseingebaut                                                 |
| Hubraum                                                                 | 3292 cm3 (200 in3)                                                                 | 3752 cm3 (229 in3)                                                                 | 3792 cm3 (231 in3)                                                                 | 3792 cm3 (231 in3)                                                                 | 3792 cm3 (231 in3)                                                                 | 4389 cm3 (267 in3)                                                                 | 5002 cm3 (305 in3)                                                                 | 5002 cm3 (305 in3)                                                                 |
| Bohrung × Hub                                                           | 88,9 mm × 88,4 mm (3,5 in × 3,48 in)                                               | 94,9 mm × 88,4 mm (3,736 in × 3,48 in)                                             | 96,5 mm × 86,4 mm (3,8 in × 3,4 in)                                                | 96,5 mm × 86,4 mm (3,8 in × 3,4 in)                                                | 96,5 mm × 86,4 mm (3,8 in × 3,4 in)                                                | 88,9 mm × 88,4 mm (3,5 in × 3,48 in)                                               | 94,9 mm × 88,4 mm (3,736 in × 3,48 in)                                             | 94,9 mm × 88,4 mm (3,736 in × 3,48 in)                                             |
| Bankwinkel                                                              | 90°                                                                                | 90°                                                                                | 90°                                                                                | 90°                                                                                | 90°                                                                                | 90°                                                                                | 90°                                                                                | 90°                                                                                |
| Ventilsteuerung                                                         | OHV, zwei hängende Ventile mit zentraler Nockenwelle, Stößelstangen und Kipphebeln | OHV, zwei hängende Ventile mit zentraler Nockenwelle, Stößelstangen und Kipphebeln | OHV, zwei hängende Ventile mit zentraler Nockenwelle, Stößelstangen und Kipphebeln | OHV, zwei hängende Ventile mit zentraler Nockenwelle, Stößelstangen und Kipphebeln | OHV, zwei hängende Ventile mit zentraler Nockenwelle, Stößelstangen und Kipphebeln | OHV, zwei hängende Ventile mit zentraler Nockenwelle, Stößelstangen und Kipphebeln | OHV, zwei hängende Ventile mit zentraler Nockenwelle, Stößelstangen und Kipphebeln | OHV, zwei hängende Ventile mit zentraler Nockenwelle, Stößelstangen und Kipphebeln |
| Nockenwellenantrieb                                                     | Kette                                                                              | Kette                                                                              | Kette                                                                              | Kette                                                                              | Kette                                                                              | Kette                                                                              | Kette                                                                              | Kette                                                                              |
| Quellen:                                                                |                                                                                    |                                                                                    |                                                                                    |                                                                                    |                                                                                    |                                                                                    |                                                                                    |                                                                                    |

### 1978
Chevrolet gab an, dass der Monte Carlo überarbeitet wurde, um den Anforderungen an moderne effiziente Fahrzeuge gerecht zu werden und dass das neue Modell eine neue Dimension in erschwinglichem Luxus darstellt. Das 1978er Modell war rund 328 mm (12,9 Zoll) kürzer als das 1977er Modell, der Radstand reduzierte sich auf 2745 mm (108,1 Zoll), gleichzeitig wurde die Karosserie höher. Die Heckscheibe stand deutlich steiler als in den vorangegangenen Jahren, die Kotflügelwölbungen kamen zurück. Die Motorhaube und die Kofferraumklappe bestanden zur Gewichtsreduktion aus Aluminium. Das Modell von 1978 hatte dennoch ein größeres Innen- und Kofferraumvolumen als das frühere Modell. Der Monte Carlo basierte auf dem neuen Chevrolet Malibu, maß in der Länge statt 542 Zentimeter mehr 509 Zentimeter und war in der Basisversion mit knapp 1400 Kilogramm um gut 350 Kilogramm leichter als zuvor.
Erhalten blieb das als Monte Carlo-typisch empfundene Styling mit ausgebauchten Kotflügeln, rahmenlosen Türen, aber wieder mit größeren hinteren Seitenscheiben. Die geschwungenen Auswölbungen der Seitenlinie fehlten. Die Front trug wieder zwei rechteckige Scheinwerfer mit außenliegenden Blinkleuchten. Für ein besseres Handling wurde er mit vorderem und hinterem Stabilisator ausgestattet und neuen Stahlgürtelreifen im Format P205/70R14.
Chevrolet produziert im Modelljahr 216.730 Sport Coupés und 141.461 Landau. Der Verhältnis von V6 zu V8 betrug dabei rund 1 : 4.
| Angebotene Motoren des Modelljahrs 1978            | Angebotene Motoren des Modelljahrs 1978 | Angebotene Motoren des Modelljahrs 1978 |
| Chevrolet Monte Carlo                              | 231                                     | 305                                     |
| -------------------------------------------------- | --------------------------------------- | --------------------------------------- |
| Bestellcode                                        | Std. (LD5)                              | LG3                                     |
| Motorname                                          | Buick 3800 V6 SII                       | Small Block Chevrolet                   |
| Bremsleistung (netto SAE-PS) bei Drehzahl in min−1 | 105 SAE-HP bei 3400                     | 145 SAE-HP bei 3800                     |
| max. netto Drehmoment bei min−1                    | 244 Nm (185 lbf·ft) bei 2000            | 332 Nm (245 lbf·ft) bei 2100            |
| Verdichtung                                        | 8,0 : 1                                 | 8,4 : 1                                 |
| Gemischaufbereitung                                | ein Fallstrom-Doppelvergaser            | ein Fallstrom-Doppelvergaser            |
| Quelle:                                            |                                         |                                         |

### 1979
Geringfügige Änderungen wurden am Monte Carlo 1979 vorgenommen, darunter ein neu gestalteter Kühlergrill, überarbeitete Standlichtdetails und neue, umlaufende Rückleuchten. Verfügbar waren ebenfalls ein elektrisches Schiebedach oder herausnehmbare Dachhälften.
Basistriebwerk war erstmals ein Sechszylinder, ein 3,3 Liter großer V6-Motor (94 SAE-PS / ca. 71 kW), darüber rangierten ein 3,8-Liter-V6-Motor mit 115 SAE-PS (ca. 86 kW) den die Konzerntochter Buick zusteuerte und ein Fünfliter-V8-Motor, der 160 SAE-PS leistete.
Für das neue Modell ergänzte ein 4,4-Liter-V8-Motor (125 SAE-PS / ca. 93 kW) das Motorenprogramm. Die Getriebe wurden von 1978 übernommen, darunter ein serienmäßiges Dreigang-Schaltgetriebe und optional ein Viergang-Schaltgetriebe oder eine optionale Dreigang-Turbo-Hydramatic-Automatik. 1979 war das letzte Jahr, in dem Chevrolet, aufgrund des extrem geringen Käuferinteresses, ein Schaltgetriebe für den Monte Carlo anbot. Insgesamt wurden 316.923 Fahrzeuge gebaut.
| Angebotene Motoren des Modelljahrs 1979            | Angebotene Motoren des Modelljahrs 1979 | Angebotene Motoren des Modelljahrs 1979 | Angebotene Motoren des Modelljahrs 1979 | Angebotene Motoren des Modelljahrs 1979 | Angebotene Motoren des Modelljahrs 1979 |
| Chevrolet Monte Carlo                              | 200                                     | 231                                     | 231                                     | 267                                     | 305                                     |
| -------------------------------------------------- | --------------------------------------- | --------------------------------------- | --------------------------------------- | --------------------------------------- | --------------------------------------- |
| Bestellcode                                        | L26                                     | LD5                                     | LC6 nur Kalifornien                     | L39                                     | LG3                                     |
| Motorname                                          | General Motors 90° V6                   | Buick 3800 V6 SII                       | Buick 3800 V6 SII                       | Small Block Chevrolet                   | Small Block Chevrolet                   |
| Bremsleistung (netto SAE-PS) bei Drehzahl in min−1 | 94 SAE-HP bei 4000                      | 115 SAE-HP bei 3800                     | 115 SAE-HP bei 3800                     | 125 SAE-HP bei 3800                     | 160 SAE-HP bei 4000                     |
| max. netto Drehmoment bei min−1                    | 209 Nm (154 lbf·ft) bei 2000            | 258 Nm (190 lbf·ft) bei 2000            | 258 Nm (190 lbf·ft) bei 2000            | 291 Nm (215 lbf·ft) bei 2000            | 319 Nm (235 lbf·ft) bei 2400            |
| Verdichtung                                        | 8,2 : 1                                 | 8,0 : 1                                 | 8,0 : 1                                 | 8,2 : 1                                 | 8,4 : 1                                 |
| Gemischaufbereitung                                | ein Fallstrom-Doppelvergaser            | ein Fallstrom-Doppelvergaser            | ein Fallstrom-Doppelvergaser            | ein Fallstrom-Doppelvergaser            | ein Fallstrom-Doppel-Registervergaser   |
| Quelle:                                            |                                         |                                         |                                         |                                         |                                         |

### 1980
Für das Jahr 1980 erhielt der Wagen ein leichtes Front-Restyling mit Vierfach-Scheinwerfern und darunter montierten Blinkern. Der Grill zeigte 16 Quadrate in vier Reihen. Ein elektrischer Kofferraumöffner war weiterhin optional. Der von Buick zugelieferte 3,8-Liter-V6-Turbo-Motor leistete 170 SAE-PS / ca. 126 kW, während der kleine Sechszylinder-Motor entfiel. Der neue Chevrolet 3,8 Liter-V6 (229 in3) war bezogen auf Bohrung und Hub vom 5 Liter-V8 (305 in3) abgeleitet. Insgesamt gab es 1980 13.839 Turbo Monte Carlo unter den 148.842 hergestellten Fahrzeugen.
| Angebotene Motoren des Modelljahrs 1980            | Angebotene Motoren des Modelljahrs 1980 | Angebotene Motoren des Modelljahrs 1980 | Angebotene Motoren des Modelljahrs 1980                | Angebotene Motoren des Modelljahrs 1980 | Angebotene Motoren des Modelljahrs 1980 |
| Chevrolet Monte Carlo                              | 229                                     | 231                                     | 231                                                    | 267                                     | 305                                     |
| -------------------------------------------------- | --------------------------------------- | --------------------------------------- | ------------------------------------------------------ | --------------------------------------- | --------------------------------------- |
| Bestellcode                                        | LC3                                     | LD5 nur Kalifornien                     | LC8                                                    | L39                                     | LG4                                     |
| Motorname                                          | General Motors 90° V6                   | Buick 3800 V6 SII                       | Buick 3800 V6 SII                                      | Small Block Chevrolet                   | Small Block Chevrolet                   |
| Bremsleistung (netto SAE-PS) bei Drehzahl in min−1 | 115 SAE-HP bei 4000                     | 110 SAE-HP bei 3800                     | 170 SAE-HP bei 4000                                    | 120 SAE-HP bei 3600                     | 155 SAE-HP bei 4000                     |
| max. netto Drehmoment bei min−1                    | 237 Nm (175 lbf·ft) bei 2000            | 258 Nm (190 lbf·ft) bei 1600            | 359 Nm (265 lbf·ft) bei 2400                           | 291 Nm (215 lbf·ft) bei 2000            | 325 Nm (240 lbf·ft) bei 1600            |
| Verdichtung                                        | 8,6 : 1                                 | 8,0 : 1                                 | 8,0 : 1                                                | 8,3 : 1                                 | 8,6 : 1                                 |
| Gemischaufbereitung                                | ein Fallstrom-Doppelvergaser            | ein Fallstrom-Doppelvergaser            | ein Fallstrom-Doppel-Registervergaser, Turboaufgeladen | ein Fallstrom-Doppelvergaser            | ein Fallstrom-Doppel-Registervergaser   |
| Quelle:                                            |                                         |                                         |                                                        |                                         |                                         |

### Galerie
- 1978
- 1979
- 1980

## Serien 1GZ, 1AZ, 1981–1988

### Angebotene Motoren
| Tabelle mit technischen Daten zum Chevrolet Monte Carlo (Serienmodelle) | Tabelle mit technischen Daten zum Chevrolet Monte Carlo (Serienmodelle)            | Tabelle mit technischen Daten zum Chevrolet Monte Carlo (Serienmodelle)            | Tabelle mit technischen Daten zum Chevrolet Monte Carlo (Serienmodelle)            | Tabelle mit technischen Daten zum Chevrolet Monte Carlo (Serienmodelle)            | Tabelle mit technischen Daten zum Chevrolet Monte Carlo (Serienmodelle)            | Tabelle mit technischen Daten zum Chevrolet Monte Carlo (Serienmodelle)            | Tabelle mit technischen Daten zum Chevrolet Monte Carlo (Serienmodelle)            | Tabelle mit technischen Daten zum Chevrolet Monte Carlo (Serienmodelle)            | Tabelle mit technischen Daten zum Chevrolet Monte Carlo (Serienmodelle)            | Tabelle mit technischen Daten zum Chevrolet Monte Carlo (Serienmodelle)            |
| Chevrolet Monte Carlo                                                   | 229                                                                                | 229                                                                                | 231                                                                                | 231                                                                                | 267                                                                                | 305                                                                                | 305                                                                                |                                                                                    | 262                                                                                | 350                                                                                |
| ----------------------------------------------------------------------- | ---------------------------------------------------------------------------------- | ---------------------------------------------------------------------------------- | ---------------------------------------------------------------------------------- | ---------------------------------------------------------------------------------- | ---------------------------------------------------------------------------------- | ---------------------------------------------------------------------------------- | ---------------------------------------------------------------------------------- | ---------------------------------------------------------------------------------- | ---------------------------------------------------------------------------------- | ---------------------------------------------------------------------------------- |
| Bestellcode                                                             | LC3                                                                                | LB4                                                                                | Std./LD5                                                                           | LC8                                                                                | L39                                                                                | LG4                                                                                | L69 HO                                                                             | LT6                                                                                | LF9                                                                                |                                                                                    |
| Motorname                                                               | General Motors 90° V6                                                              | General Motors 90° V6                                                              | Buick 3800 V6 SII                                                                  | Buick 3800 V6 SII                                                                  | Small Block Chevrolet                                                              | Small Block Chevrolet                                                              | Small Block Chevrolet                                                              | Oldsmobile-Diesel                                                                  | Oldsmobile-Diesel                                                                  |                                                                                    |
| Motorart                                                                | Ottomotor                                                                          | Ottomotor                                                                          | Ottomotor                                                                          | Ottomotor                                                                          | Ottomotor                                                                          | Ottomotor                                                                          | Ottomotor                                                                          | Dieselmotor                                                                        | Dieselmotor                                                                        |                                                                                    |
| Motorarbeitsverfahren                                                   | Viertakt                                                                           | Viertakt                                                                           | Viertakt                                                                           | Viertakt                                                                           | Viertakt                                                                           | Viertakt                                                                           | Viertakt                                                                           | Viertakt                                                                           | Viertakt                                                                           |                                                                                    |
| Motorbauart                                                             | 6-Zylinder-V-Motor, längseingebaut                                                 | 6-Zylinder-V-Motor, längseingebaut                                                 | 6-Zylinder-V-Motor, längseingebaut                                                 | 6-Zylinder-V-Motor, längseingebaut                                                 | 6-Zylinder-V-Motor, längseingebaut                                                 | 8-Zylinder-V-Motor, längseingebaut                                                 | 8-Zylinder-V-Motor, längseingebaut                                                 | 6-Zylinder-V-Motor, längseingebaut                                                 | 8-Zylinder-V-Motor, längseingebaut                                                 |                                                                                    |
| Hubraum                                                                 | 3752 cm3 (229 in3)                                                                 | 3752 cm3 (229 in3)                                                                 | 3792 cm3 (231 in3)                                                                 | 3792 cm3 (231 in3)                                                                 | 4389 cm3 (267 in3)                                                                 | 5002 cm3 (305 in3)                                                                 | 5002 cm3 (305 in3)                                                                 | 4302 cm3 (262 in3)                                                                 | 5736 cm3 (350 in3)                                                                 |                                                                                    |
| Bohrung × Hub                                                           | 94,9 mm × 88,4 mm (3,736 in × 3,48 in)                                             | 94,9 mm × 88,4 mm (3,736 in × 3,48 in)                                             | 96,5 mm × 86,4 mm (3,8 in × 3,4 in)                                                | 96,5 mm × 86,4 mm (3,8 in × 3,4 in)                                                | 88,9 mm × 88,4 mm (3,5 in × 3,48 in)                                               | 94,9 mm × 88,4 mm (3,736 in × 3,48 in)                                             | 94,9 mm × 88,4 mm (3,736 in × 3,48 in)                                             | 103 mm × 85,98 mm (4,06 in × 3,38 in)                                              | 103 mm × 85,98 mm (4,06 in × 3,38 in)                                              |                                                                                    |
| Bankwinkel                                                              | 90°                                                                                | 90°                                                                                | 90°                                                                                | 90°                                                                                | 90°                                                                                | 90°                                                                                | 90°                                                                                | 90°                                                                                | 90°                                                                                | 90°                                                                                |
| Ventilsteuerung                                                         | OHV, zwei hängende Ventile mit zentraler Nockenwelle, Stößelstangen und Kipphebeln | OHV, zwei hängende Ventile mit zentraler Nockenwelle, Stößelstangen und Kipphebeln | OHV, zwei hängende Ventile mit zentraler Nockenwelle, Stößelstangen und Kipphebeln | OHV, zwei hängende Ventile mit zentraler Nockenwelle, Stößelstangen und Kipphebeln | OHV, zwei hängende Ventile mit zentraler Nockenwelle, Stößelstangen und Kipphebeln | OHV, zwei hängende Ventile mit zentraler Nockenwelle, Stößelstangen und Kipphebeln | OHV, zwei hängende Ventile mit zentraler Nockenwelle, Stößelstangen und Kipphebeln | OHV, zwei hängende Ventile mit zentraler Nockenwelle, Stößelstangen und Kipphebeln | OHV, zwei hängende Ventile mit zentraler Nockenwelle, Stößelstangen und Kipphebeln | OHV, zwei hängende Ventile mit zentraler Nockenwelle, Stößelstangen und Kipphebeln |
| Nockenwellenantrieb                                                     | Kette                                                                              | Kette                                                                              | Kette                                                                              | Kette                                                                              | Kette                                                                              | Kette                                                                              | Kette                                                                              | Kette                                                                              | Kette                                                                              | Kette                                                                              |
| Quelle:                                                                 |                                                                                    |                                                                                    |                                                                                    |                                                                                    |                                                                                    |                                                                                    |                                                                                    |                                                                                    |                                                                                    |                                                                                    |

### 1981
Nachdem es in den einzelnen Modelljahren zuvor die in der US-Branche üblichen kleinen Facelifts mit geändertem Grill und Chromschmuck gegeben hatte, erfuhr der Monte Carlo für das Modelljahr 1981 eine gründliche Modellpflege mit dem Ziel, ihn aerodynamisch günstiger und sparsamer zu machen. Die Front wurde flacher, das Heck höher gestaltet und die hinteren Seitenscheiben schlossen bündig mit der Karosserie ab, das gesamte Blechkleid wurde geglättet, dadurch sank der cw-Wert um zehn Prozent.
Der Monte Carlo wechselt in diesem Modelljahr die Fahrzeugplattform und basierte auf der G-Plattform von GM, die er sich mit dem Oldsmobile Cutlass Supreme, Pontiac Grand Prix und Buick Regal teilte. Servolenkung, Bremskraftverstärker und Automatikgetriebe gehörten weiterhin zur Serienausstattung. Der Fünfliter-V8-Motor entfiel (außer in Kalifornien).
| Angebotene Motoren des Modelljahrs 1981            | Angebotene Motoren des Modelljahrs 1981 | Angebotene Motoren des Modelljahrs 1981 | Angebotene Motoren des Modelljahrs 1981                | Angebotene Motoren des Modelljahrs 1981 | Angebotene Motoren des Modelljahrs 1981 |
| Chevrolet Monte Carlo                              | 229                                     | 231                                     | 231                                                    | 267                                     | 305                                     |
| -------------------------------------------------- | --------------------------------------- | --------------------------------------- | ------------------------------------------------------ | --------------------------------------- | --------------------------------------- |
| Bestellcode                                        | LC3                                     | LD5 nur Kalifornien                     | LC8                                                    | L39                                     | LG4 nur Kalifornien                     |
| Motorname                                          | General Motors 90° V6                   | Buick 3800 V6 SII                       | Buick 3800 V6 SII                                      | Small Block Chevrolet                   | Small Block Chevrolet                   |
| Bremsleistung (netto SAE-PS) bei Drehzahl in min−1 | 110 SAE-HP bei 4200                     | 110 SAE-HP bei 3800                     | 170 SAE-HP bei 4000                                    | 115 SAE-HP bei 4000                     | 150 SAE-HP bei 3800                     |
| max. netto Drehmoment bei min−1                    | 230 Nm (170 lbf·ft) bei 2000            | 258 Nm (190 lbf·ft) bei 1600            | 373 Nm (275 lbf·ft) bei 2400                           | 323 Nm (200 lbf·ft) bei 2000            | 325 Nm (240 lbf·ft) bei 2400            |
| Verdichtung                                        | 8,6 : 1                                 | 8,0 : 1                                 | 8,0 : 1                                                | 8,3 : 1                                 | 8,6 : 1                                 |
| Gemischaufbereitung                                | ein Fallstrom-Doppelvergaser            | ein Fallstrom-Doppelvergaser            | ein Fallstrom-Doppel-Registervergaser, Turboaufgeladen | ein Fallstrom-Doppelvergaser            | ein Fallstrom-Doppel-Registervergaser   |
| Quelle:                                            |                                         |                                         |                                                        |                                         |                                         |

### 1982
Während der Malibu ab 1982 sukzessive vom Chevrolet Celebrity mit Frontantrieb ersetzt wurde, blieb der bisherige Monte Carlo weiter im Angebot. Die Farbe Schwarz wurde 1982 nicht angeboten und auch eine sportlichere Innenausstattung mit Einzelsitzen und Mittelkonsole war 1982 zum ersten Mal in der Geschichte des Monte Carlo nicht erhältlich. In diesem Jahr wurde auch die serienmäßige Rückbank oder die optionale 55/45-teilbare Bank angeboten wurden. Die Gewichtsverteilung betrug 57 % vorne und 43 % hinten.
1982 wurde der Turbo-Motor nicht mehr angeboten, neu waren hingegen zwei Dieselmotoren, ein V6-Motor mit 4,3 Litern Hubraum und 85 SAE-PS (ca. 63 kW) und ein 5,7-Liter-V8-Motor mit 105 SAE-PS (ca. 78 kW).
| Angebotene Motoren des Modelljahrs 1982            | Angebotene Motoren des Modelljahrs 1982 | Angebotene Motoren des Modelljahrs 1982 | Angebotene Motoren des Modelljahrs 1982 | Angebotene Motoren des Modelljahrs 1982 | Angebotene Motoren des Modelljahrs 1982 | Angebotene Motoren des Modelljahrs 1982 | Angebotene Motoren des Modelljahrs 1982 |
| Chevrolet Monte Carlo                              | 229                                     | 231                                     | 267                                     | 305                                     |                                         | 262                                     | 350                                     |
| -------------------------------------------------- | --------------------------------------- | --------------------------------------- | --------------------------------------- | --------------------------------------- | --------------------------------------- | --------------------------------------- | --------------------------------------- |
| Bestellcode                                        | LC3                                     | LD5 nur Kalifornien                     | L39                                     | LG4 nur Kalifornien                     | LT6                                     | LF9                                     |                                         |
| Motorname                                          | General Motors 90° V6                   | Buick 3800 V6 SII                       | Small Block Chevrolet                   | Small Block Chevrolet                   | Oldsmobile-Diesel                       | Oldsmobile-Diesel                       |                                         |
| Bremsleistung (netto SAE-PS) bei Drehzahl in min−1 | 110 SAE-HP bei 4200                     | 110 SAE-HP bei 3800                     | 115 SAE-HP bei 4000                     | 155 SAE-HP bei 4000                     | 85 SAE-HP bei 3600                      | 105 SAE-HP bei 3800                     |                                         |
| max. netto Drehmoment bei min−1                    | 230 Nm (170 lbf·ft) bei 2000            | 258 Nm (190 lbf·ft) bei 1600            | 278 Nm (205 lbf·ft) bei 2000            | 325 Nm (240 lbf·ft) bei 1600            | 224 Nm (165 lbf·ft) bei 1600            | 271 Nm (200 lbf·ft) bei 1600            |                                         |
| Verdichtung                                        | 8,6 : 1                                 | 8,0 : 1                                 | 8,3 : 1                                 | 8,6 : 1                                 | 22,5 : 1                                | 22,5 : 1                                |                                         |
| Gemischaufbereitung                                | ein Fallstrom-Doppelvergaser            | ein Fallstrom-Doppelvergaser            | ein Fallstrom-Doppelvergaser            | ein Fallstrom-Doppel-Registervergaser   | Einspritzung                            | Einspritzung                            |                                         |
| Quelle:                                            |                                         |                                         |                                         |                                         |                                         |                                         |                                         |

### 1983
Der Monte Carlo erhielt geringfügige Aktualisierungen, wie z. B. einen überarbeiteten Kühlergrill und überarbeitete Innenverkleidungsmuster. 1983 kam der Fünfliter-Ottomotor wieder mit 150 SAE-PS (ca. 112 kW) ins Programm.
Der Monte Carlo SS wurde 1983 wieder eingeführt, nachdem er zwölf Jahre lang nicht mehr angeboten wurde. Als Sportversion mit einer Hochleistungsversion des 5,0 Liter Motors mit 175 SAE-PS (ca. 130 kW). Der SS hatte keinen Chromschmuck und eine eigenständige, leicht angeschrägte Frontpartie mit integrierter Stoßstange und einen Heckspoiler.
| Angebotene Motoren des Modelljahrs 1983            | Angebotene Motoren des Modelljahrs 1983 | Angebotene Motoren des Modelljahrs 1983 | Angebotene Motoren des Modelljahrs 1983 | Angebotene Motoren des Modelljahrs 1983 | Angebotene Motoren des Modelljahrs 1983 | Angebotene Motoren des Modelljahrs 1983 | Angebotene Motoren des Modelljahrs 1983 |
| Chevrolet Monte Carlo                              | 229                                     | 231                                     | 305                                     | 305                                     |                                         | 262                                     | 350                                     |
| -------------------------------------------------- | --------------------------------------- | --------------------------------------- | --------------------------------------- | --------------------------------------- | --------------------------------------- | --------------------------------------- | --------------------------------------- |
| Bestellcode                                        | LC3                                     | LD5 nur Kalifornien                     | LG4                                     | L69 HO                                  | LT6                                     | LF9                                     |                                         |
| Motorname                                          | General Motors 90° V6                   | Buick 3800 V6 SII                       | Small Block Chevrolet                   | Small Block Chevrolet                   | Oldsmobile-Diesel                       | Oldsmobile-Diesel                       |                                         |
| Bremsleistung (netto SAE-PS) bei Drehzahl in min−1 | 110 SAE-HP bei 4200                     | 110 SAE-HP bei 3800                     | 150 SAE-HP bei 4000                     | 175 SAE-HP bei 4800                     | 85 SAE-HP bei 3600                      | 105 SAE-HP bei 3200                     |                                         |
| max. netto Drehmoment bei min−1                    | 258 Nm (190 lbf·ft) bei 1600            | 258 Nm (190 lbf·ft) bei 1600            | 325 Nm (240 lbf·ft) bei 2400            | 319 Nm (235 lbf·ft) bei 3200            | 222 Nm (165 lbf·ft) bei 1600            | 271 Nm (200 lbf·ft) bei 1600            |                                         |
| Verdichtung                                        | 8,6 : 1                                 | 8,0 : 1                                 | 8,6 : 1                                 | 9,5 : 1                                 | 22,8 : 1                                | 22,1 : 1                                |                                         |
| Gemischaufbereitung                                | ein Fallstrom-Doppelvergaser            | ein Fallstrom-Doppelvergaser            | ein Fallstrom-Doppel-Registervergaser   | ein Fallstrom-Doppel-Registervergaser   | Einspritzung                            | Einspritzung                            |                                         |
| Quelle:                                            |                                         |                                         |                                         |                                         |                                         |                                         |                                         |

### 1984
1984 entfiel der kleine V6-Dieselmotor und der Fünfliter-Motor im SS erstarkte auf 180 SAE-PS (135 kW); neu war zudem eine Viergang-Automatik. Das Modelljahr erfuhr keine nennenswerten Änderungen. Der Monte Carlo SS war erstmals mit Strato-Einzelsitzen und Mittelkonsole als aufpreispflichtiges Extra anstelle der serienmäßigen geteilten Sitzbank mit Armlehne erhältlich. Die Produktion des Coupé-Modells für das Jahr 1984 belief sich auf insgesamt 112.730 Stück bei einem Listenpreis von 8936 USD für den V6 und 9311 USD für den V8, weitere 24.050 Stück hatten die SS-Option, die 10.700 USD kostete.
| Angebotene Motoren des Modelljahrs 1984            | Angebotene Motoren des Modelljahrs 1984 | Angebotene Motoren des Modelljahrs 1984 | Angebotene Motoren des Modelljahrs 1984 | Angebotene Motoren des Modelljahrs 1984 | Angebotene Motoren des Modelljahrs 1984 | Angebotene Motoren des Modelljahrs 1984 |
| Chevrolet Monte Carlo                              | 229                                     | 231                                     | 305                                     | 305                                     |                                         | 350                                     |
| -------------------------------------------------- | --------------------------------------- | --------------------------------------- | --------------------------------------- | --------------------------------------- | --------------------------------------- | --------------------------------------- |
| Bestellcode                                        | LC3                                     | LD5 nur Kalifornien                     | LG4                                     | L69 HO                                  | LF9                                     |                                         |
| Motorname                                          | General Motors 90° V6                   | Buick 3800 V6 SII                       | Small Block Chevrolet                   | Small Block Chevrolet                   | Oldsmobile-Diesel                       |                                         |
| Bremsleistung (netto SAE-PS) bei Drehzahl in min−1 | 110 SAE-HP bei 4200                     | 110 SAE-HP bei 3800                     | 150 SAE-HP bei 4000                     | 180 SAE-HP bei 4800                     | 105 SAE-HP bei 3200                     |                                         |
| max. netto Drehmoment bei min−1                    | 258 Nm (190 lbf·ft) bei 1600            | 258 Nm (190 lbf·ft) bei 1600            | 325 Nm (240 lbf·ft) bei 2400            | 319 Nm (235 lbf·ft) bei 3200            | 271 Nm (200 lbf·ft) bei 1600            |                                         |
| Verdichtung                                        | 8,6 : 1                                 | 8,0 : 1                                 | 8,6 : 1                                 | 9,5 : 1                                 | 22,1 : 1                                |                                         |
| Gemischaufbereitung                                | ein Fallstrom-Doppelvergaser            | ein Fallstrom-Doppelvergaser            | ein Fallstrom-Doppel-Registervergaser   | ein Fallstrom-Doppel-Registervergaser   | Einspritzung                            |                                         |
| Quelle:                                            |                                         |                                         |                                         |                                         |                                         |                                         |

### 1985
Für 1985 wurden T-Tops wieder eingeführt, da sie nach dem Modelljahr 1983 eingestellt wurden. Ein Viergang-Automatikgetriebe mit Overdrive, die Turbo Hydramatic 200-4R, mit einer überarbeiteten Sport-Hinterachsübersetzung wurde für den SS zur Standardausstattung. Der 1985er Monte Carlo, bekam mehr Leistung, aber zum ersten Mal seit 1981 wurde kein Dieselmotor im Monte Carlo angeboten. Ab 1985 diente ein 3,3 Liter großer V6-Motor mit 130 SAE-PS als neuer Basismotor.
| Angebotene Motoren des Modelljahrs 1985            | Angebotene Motoren des Modelljahrs 1985 | Angebotene Motoren des Modelljahrs 1985 | Angebotene Motoren des Modelljahrs 1985 |
| Chevrolet Monte Carlo                              | 229                                     | 305                                     | 305                                     |
| -------------------------------------------------- | --------------------------------------- | --------------------------------------- | --------------------------------------- |
| Bestellcode                                        | LB4                                     | LG4                                     | L69 HO                                  |
| Motorname                                          | General Motors 90° V6                   | Small Block Chevrolet                   | Small Block Chevrolet                   |
| Bremsleistung (netto SAE-PS) bei Drehzahl in min−1 | 130 SAE-HP bei 3600                     | 150 SAE-HP bei 4000                     | 180 SAE-HP bei 4800                     |
| max. netto Drehmoment bei min−1                    | 285 Nm (210 lbf·ft) bei 2000            | 325 Nm (240 lbf·ft) bei 2000            | 305 Nm (225 lbf·ft) bei 3200            |
| Verdichtung                                        | 9,3 : 1                                 | 9,5 : 1                                 | 9,5 : 1                                 |
| Gemischaufbereitung                                | Einspritzung                            | ein Fallstrom-Doppel-Registervergaser   | ein Fallstrom-Doppel-Registervergaser   |
| Quelle:                                            |                                         |                                         |                                         |

### 1986
Für 1986 waren vier verschiedene Karosserievarianten erhältlich. Das Basismodell Sport Coupe war immer noch mit den gleichen Karosserieteilen erhältlich, die es seit 1981 hatte, verfügte aber über neue „Aero“-Seitenspiegel, ähnlich denen der Camaros und Chevrolet Corvette der 1980er Jahre. Neu für das Modelljahr 1986 war ein Luxury Sport Modell (LS), das eine überarbeitete Frontschürze, neue „Aero“-Seitenspiegel und eine aktualisierte, schnittige Heckschürze hatte. Die LS-Frontschürze enthielt neue Scheinwerfer mit wechselbaren Glühlampen in einem Glasverbund-Scheinwerfergehäuse, im Gegensatz zu den kleineren versiegelten Glasscheinwerfern der Vorjahre. Die hintere Stoßstange des LS hatte keine „Kerbe“ mehr zwischen der Stoßstange und dem Kofferraum, und die Rücklichter waren umlaufend, so dass sie von den Seiten des Autos aus sichtbar waren. Das Super Sport Modell für 1986 erhielt die „Aero“-Spiegel, nutzte aber weiterhin das Styling des Vorjahres für die hintere Stoßstange. Ebenfalls neu in diesem Jahr war das Aerocoupé-Modell. Das Aerocoupé entstand durch Modifikationen an der Super Sport-Karosserie, darunter eine tiefer geneigte Heckscheibe und ein kürzerer Kofferraumdeckel mit einem Spoiler, der flacher lag als bei früheren Super Sports zur Verbesserung der Aerodynamik. Der Monte Carlo diente Chevrolet als Ausgangsbasis im NASCAR-Rennsport, wo es in hohem Maße auf gute Aerodynamik der Karosserie ankommt, und das Aerocoupé diente als Homologationsmodell für die strömungsgünstigere Scheibe.
| Angebotene Motoren des Modelljahrs 1986            | Angebotene Motoren des Modelljahrs 1986 | Angebotene Motoren des Modelljahrs 1986 | Angebotene Motoren des Modelljahrs 1986 |
| Chevrolet Monte Carlo                              | 229                                     | 305                                     | 305                                     |
| -------------------------------------------------- | --------------------------------------- | --------------------------------------- | --------------------------------------- |
| Bestellcode                                        | LB4                                     | LG4                                     | L69 HO                                  |
| Motorname                                          | General Motors 90° V6                   | Small Block Chevrolet                   | Small Block Chevrolet                   |
| Bremsleistung (netto SAE-PS) bei Drehzahl in min−1 | 140 SAE-HP bei 4000                     | 150 SAE-HP bei 4000                     | 180 SAE-HP bei 4800                     |
| max. netto Drehmoment bei min−1                    | 305 Nm (225 lbf·ft) bei 2000            | 325 Nm (240 lbf·ft) bei 2000            | 305 Nm (225 lbf·ft) bei 3200            |
| Verdichtung                                        | 9,3 : 1                                 | 9,5 : 1                                 | 9,5 : 1                                 |
| Gemischaufbereitung                                | Einspritzung                            | ein Fallstrom-Doppel-Registervergaser   | ein Fallstrom-Doppel-Registervergaser   |
| Quelle:                                            |                                         |                                         |                                         |

### 1987
1987 schaffte Chevrolet die Sport-Coupé-Version des Monte Carlo ab, übrig blieben die Modelle LS, SS und Aerocoupé. Der Super Sport übernahm die „geglättete“ Heckstoßstange und die Rückleuchten, die erstmals 1986 beim Luxury Sport eingeführt wurden, und führte in der Mitte des Produktionsjahres einen neuen Spoiler ein. Das Aerocoupé machte 6052 der insgesamt 39.251 Super Sports aus, die in diesem Jahr produziert wurden. Im Jahr 1987 wurden 39.794 Luxury Sports produziert.
| Angebotene Motoren des Modelljahrs 1987            | Angebotene Motoren des Modelljahrs 1987 | Angebotene Motoren des Modelljahrs 1987 | Angebotene Motoren des Modelljahrs 1987 |
| Chevrolet Monte Carlo                              | 229                                     | 305                                     | 305                                     |
| -------------------------------------------------- | --------------------------------------- | --------------------------------------- | --------------------------------------- |
| Bestellcode                                        | LB4                                     | LG4                                     | L69 HO                                  |
| Motorname                                          | General Motors 90° V6                   | Small Block Chevrolet                   | Small Block Chevrolet                   |
| Bremsleistung (netto SAE-PS) bei Drehzahl in min−1 | 140 SAE-HP bei 4000                     | 150 SAE-HP bei 4000                     | 180 SAE-HP bei 4800                     |
| max. netto Drehmoment bei min−1                    | 305 Nm (225 lbf·ft) bei 2000            | 325 Nm (240 lbf·ft) bei 2000            | 305 Nm (225 lbf·ft) bei 3200            |
| Verdichtung                                        | 9,3 : 1                                 | 9,3 : 1                                 | 9,3 : 1                                 |
| Gemischaufbereitung                                | Einspritzung                            | ein Fallstrom-Doppel-Registervergaser   | ein Fallstrom-Doppel-Registervergaser   |
| Quelle:                                            |                                         |                                         |                                         |

### 1988
Bis zum vorläufigen Auslaufen der Produktion im Sommer 1988 wurden noch Details geändert. Der Basis-V6 mit 3,3 Liter Hubraum leistet nun 145 SAE-PS.
Vom Monte Carlo der zweiten Generation entstanden in 11 Jahren 1.668.579 Exemplare, davon 6262 Aerocoupé.
| Angebotene Motoren des Modelljahrs 1988            | Angebotene Motoren des Modelljahrs 1988 | Angebotene Motoren des Modelljahrs 1988 | Angebotene Motoren des Modelljahrs 1988 |
| Chevrolet Monte Carlo                              | 229                                     | 305                                     | 305                                     |
| -------------------------------------------------- | --------------------------------------- | --------------------------------------- | --------------------------------------- |
| Bestellcode                                        | LB4                                     | LG4                                     | L69 HO                                  |
| Motorname                                          | General Motors 90° V6                   | Small Block Chevrolet                   | Small Block Chevrolet                   |
| Bremsleistung (netto SAE-PS) bei Drehzahl in min−1 | 145 SAE-HP bei 4200                     | 150 SAE-HP bei 4000                     | 180 SAE-HP bei 4800                     |
| max. netto Drehmoment bei min−1                    | 305 Nm (225 lbf·ft) bei 2000            | 325 Nm (240 lbf·ft) bei 2000            | 305 Nm (225 lbf·ft) bei 3200            |
| Verdichtung                                        | 9,3 : 1                                 | 9,3 : 1                                 | 9,3 : 1                                 |
| Gemischaufbereitung                                | Einspritzung                            | ein Fallstrom-Doppel-Registervergaser   | ein Fallstrom-Doppel-Registervergaser   |
| Quelle:                                            |                                         |                                         |                                         |

### Galerie
- 1981
- 1982
- 1983
- 1985
- 1986 Aerocoupé
- 1987 SS

## Serien 1WW, 1WX, 1995–1999

### Angebotene Motoren
| Tabelle mit technischen Daten zum Chevrolet Monte Carlo (Serienmodelle) | Tabelle mit technischen Daten zum Chevrolet Monte Carlo (Serienmodelle) | Tabelle mit technischen Daten zum Chevrolet Monte Carlo (Serienmodelle) | Tabelle mit technischen Daten zum Chevrolet Monte Carlo (Serienmodelle)            |
| Chevrolet Monte Carlo                                                   | 191                                                                     | 207                                                                     | 3800                                                                               |
| ----------------------------------------------------------------------- | ----------------------------------------------------------------------- | ----------------------------------------------------------------------- | ---------------------------------------------------------------------------------- |
| Bestellcode                                                             | L82                                                                     | LQ1                                                                     | L36                                                                                |
| Motorname                                                               | General Motors 60° V6                                                   | General Motors 60° V6                                                   | Buick 3800 V6 SII                                                                  |
| Motorart                                                                | Ottomotor                                                               | Ottomotor                                                               | Ottomotor                                                                          |
| Motorarbeitsverfahren                                                   | Viertakt                                                                | Viertakt                                                                | Viertakt                                                                           |
| Motorbauart                                                             | 6-Zylinder-V-Motor, längseingebaut                                      | 6-Zylinder-V-Motor, längseingebaut                                      | 6-Zylinder-V-Motor, längseingebaut                                                 |
| Hubraum                                                                 | 3135 cm3 (191 in3)                                                      | 3350 cm3 (207 in3)                                                      | 3792 cm3 (231 in3)                                                                 |
| Bohrung × Hub                                                           | 89 mm × 84,0 mm (3,5 in × 3,31 in)                                      | 92 mm × 84,0 mm (3,62 in × 3,31 in)                                     | 96,5 mm × 86,4 mm (3,8 in × 3,4 in)                                                |
| Bankwinkel                                                              | 60°                                                                     | 60°                                                                     | 90°                                                                                |
| Ventilsteuerung                                                         | DOHC, vier hängende Ventile                                             | DOHC, vier hängende Ventile                                             | OHV, zwei hängende Ventile mit zentraler Nockenwelle, Stößelstangen und Kipphebeln |
| Nockenwellenantrieb                                                     | Kette für Zwischenwelle, Zahnriemen für Nockenwellen                    | Kette für Zwischenwelle, Zahnriemen für Nockenwellen                    | Kette                                                                              |
| Quellen:                                                                |                                                                         |                                                                         |                                                                                    |

### 1995
Mit der Einführung der zweiten Generation des Chevrolet Lumina im Herbst 1994 wurde das vormalige Lumina Coupé unter der wiederbelebten Bezeichnung Monte Carlo vermarktet. Entscheidende Neuerung war der Wechsel auf Frontantrieb mit dieser Generation.
Fahrer- und Beifahrerairbag waren Serie, ABS und Diebstahlschutz ebenfalls. Die Basisversion als LS bekam die Serienbezeichnung WW, das sportliche Z34-Modell das WX. Angeboten wurden der LS mit 3,1-Liter-V6-Motor (160 SAE-PS / ca. 119 kW) und die Sportversion Z34, angetrieben von einem DOHC-V6-Motor, der aus 3,4 Litern Hubraum eine maximale Leistung von 210 SAE-PS (ca. 157 kW) schöpfte. Beide Motoren waren serienmäßig mit einem Viergang-Automatikgetriebe gekoppelt. Vom neuen Modell wurden 93.150 Fahrzeuge gefertigt.
| Angebotene Motoren des Modelljahrs 1995            | Angebotene Motoren des Modelljahrs 1995 | Angebotene Motoren des Modelljahrs 1995 |
| Chevrolet Monte Carlo                              | 191                                     | 207                                     |
| -------------------------------------------------- | --------------------------------------- | --------------------------------------- |
| Bestellcode                                        | L82                                     | LQ1                                     |
| Motorname                                          | General Motors 60° V6                   | General Motors 60° V6                   |
| Bremsleistung (netto SAE-PS) bei Drehzahl in min−1 | 160 SAE-HP bei 5200                     | 210 SAE-HP bei 5200                     |
| max. netto Drehmoment bei min−1                    | 251 Nm (185 lbf·ft) bei 4000            | 291 Nm (215 lbf·ft) bei 4000            |
| Verdichtung                                        | 9,6 : 1                                 | 9,6 : 1                                 |
| Gemischaufbereitung                                | Einspritzung                            | Einspritzung                            |
| Quelle:                                            |                                         |                                         |

### 1996
Die Klimaanlage gehörte zur Serienausstattung im LS, ebenso getönte Scheiben. Der Z34 hat zusätzlich noch eine fernbedienbare Zentralverriegelung. Während der LS mit Rädern im Format P205/70R15 bestückt war, hatte der Z34 P225/60R16-Reifen. Im Modelljahr 1996 wurde die maximale Leistung des 3,4-Liter-Motors, der gegen Mehrpreis auch im Basis-Monte-Carlo zu haben war, auf 215 SAE-PS (ca. 160 kW) erhöht, der Z 34 erhielt Scheibenbremsen an allen vier Rädern.

### 1997
Bei den Modellen von 1997 kamen zu den serienmäßigen Doppelairbags und ABS auch Tagfahrleuchten hinzu. Die Sicht nach hinten war schlecht. Diese Generation des Monte Carlo war das letzte 2-türige Nicht-LKW-Fahrzeug mit sechs Sitzplätzen, obwohl Einzelsitze als Option mit einem auf dem Mitteltunnel montierten Schalthebel erhältlich waren.
Der LS kostete mindestens 17.445 USD, der Z34 genau 2500 USD mehr.
| Angebotene Motoren der Modelljahre 1996 und 1997   | Angebotene Motoren der Modelljahre 1996 und 1997 | Angebotene Motoren der Modelljahre 1996 und 1997 |
| Chevrolet Monte Carlo                              | 191                                              | 207                                              |
| -------------------------------------------------- | ------------------------------------------------ | ------------------------------------------------ |
| Bestellcode                                        | L82                                              | LQ1                                              |
| Motorname                                          | General Motors 60° V6                            | General Motors 60° V6                            |
| Bremsleistung (netto SAE-PS) bei Drehzahl in min−1 | 160 SAE-HP bei 5200                              | 215 SAE-HP bei 5200                              |
| max. netto Drehmoment bei min−1                    | 251 Nm (185 lbf·ft) bei 4000                     | 298 Nm (220 lbf·ft) bei 4000                     |
| Verdichtung                                        | 9,6 : 1                                          | 9,7 : 1                                          |
| Gemischaufbereitung                                | Einspritzung                                     | Einspritzung                                     |
| Quellen:                                           |                                                  |                                                  |

### 1998
Die Fahrzeuge erhielten Tagfahrlicht und Seitenairbags für Fahrer und Beifahrer. Im Modelljahr 1998 wich der 3,4-Liter-Motor des Z34 einem größeren OHV-V6-Motor mit 3,8 Litern Hubraum (200 SAE-PS / ca. 149 kW), der Basis-3,1-Liter-V6 im LS leistete 160 SAE-PS (ca. 112 kW) bei 4800/min.

### 1999
Im letzten Jahr dieser Generation gab es keine erwähnenswerten Änderungen. Der Monte Carlo LS kostete 17.945 USD, während der Kunde für den Z34 mindestens 20.295 USD zahlen musste. Vom ersten Monte Carlo mit Frontantrieb wurden bis Sommer 1999 etwa 350.000 Exemplare gebaut, im Mittel etwa 70.000 Fahrzeuge pro Jahr.
| Angebotene Motoren der Modelljahre 1998 und 1999   | Angebotene Motoren der Modelljahre 1998 und 1999 | Angebotene Motoren der Modelljahre 1998 und 1999 |
| Chevrolet Monte Carlo                              | 191                                              | 3800                                             |
| -------------------------------------------------- | ------------------------------------------------ | ------------------------------------------------ |
| Bestellcode                                        | L82                                              | L36                                              |
| Motorname                                          | General Motors 60° V6                            | Buick 3800 V6 SII                                |
| Bremsleistung (netto SAE-PS) bei Drehzahl in min−1 | 160 SAE-HP bei 5200                              | 200 SAE-HP bei 5200                              |
| max. netto Drehmoment bei min−1                    | 251 Nm (185 lbf·ft) bei 4000                     | 305 Nm (225 lbf·ft) bei 4000                     |
| Verdichtung                                        | 9,6 : 1                                          | 9,4 : 1                                          |
| Gemischaufbereitung                                | Einspritzung                                     | Einspritzung                                     |
| Quellen:                                           |                                                  |                                                  |

## Serie 1W, 2000–2007

### Angebotene Motoren
| Tabelle mit technischen Daten zum Chevrolet Monte Carlo (Serienmodelle) | Tabelle mit technischen Daten zum Chevrolet Monte Carlo (Serienmodelle) | Tabelle mit technischen Daten zum Chevrolet Monte Carlo (Serienmodelle)            | Tabelle mit technischen Daten zum Chevrolet Monte Carlo (Serienmodelle)            | Tabelle mit technischen Daten zum Chevrolet Monte Carlo (Serienmodelle)            | Tabelle mit technischen Daten zum Chevrolet Monte Carlo (Serienmodelle)            | Tabelle mit technischen Daten zum Chevrolet Monte Carlo (Serienmodelle)            |
| Chevrolet Monte Carlo                                                   | 3400                                                                    | 3500                                                                               | 3900                                                                               | 3800                                                                               | 3800                                                                               | 5.3L                                                                               |
| ----------------------------------------------------------------------- | ----------------------------------------------------------------------- | ---------------------------------------------------------------------------------- | ---------------------------------------------------------------------------------- | ---------------------------------------------------------------------------------- | ---------------------------------------------------------------------------------- | ---------------------------------------------------------------------------------- |
| Bestellcode                                                             | LA1                                                                     | LZE                                                                                | LZ9                                                                                | L36                                                                                | L67                                                                                | LS4                                                                                |
| Motorname                                                               | General Motors 60° V6                                                   | GM High Value Engine                                                               | GM High Value Engine                                                               | Buick 3800 V6 SII                                                                  | Buick 3800 V6 SII                                                                  | Small Block Chevrolet                                                              |
| Motorart                                                                | Ottomotor                                                               | Ottomotor                                                                          | Ottomotor                                                                          | Ottomotor                                                                          | Ottomotor                                                                          | Ottomotor                                                                          |
| Motorarbeitsverfahren                                                   | Viertakt                                                                | Viertakt                                                                           | Viertakt                                                                           | Viertakt                                                                           | Viertakt                                                                           | Viertakt                                                                           |
| Motorbauart                                                             | 6-Zylinder-V-Motor, längseingebaut                                      | 6-Zylinder-V-Motor, längseingebaut                                                 | 6-Zylinder-V-Motor, längseingebaut                                                 | 6-Zylinder-V-Motor, längseingebaut                                                 | 6-Zylinder-V-Motor, längseingebaut                                                 | 8-Zylinder-V-Motor, längseingebaut                                                 |
| Hubraum                                                                 | 3350 cm3 (207 in3)                                                      | 3510 cm3 (214,5 in3)                                                               | 3900 cm3 (191 in3)                                                                 | 3792 cm3 (231 in3)                                                                 | 3792 cm3 (231 in3)                                                                 | 5328 cm3 (325 in3)                                                                 |
| Bohrung × Hub                                                           | 92 mm × 84,0 mm (3,62 in × 3,31 in)                                     | 99 mm × 76 mm (3,9 in × 2,99 in)                                                   | 99 mm × 84 mm (3,5 in × 3,31 in)                                                   | 96,5 mm × 86,4 mm (3,8 in × 3,4 in)                                                | 96,5 mm × 86,4 mm (3,8 in × 3,4 in)                                                | 96 mm × 92 mm (3,78 in × 3,62 in)                                                  |
| Bankwinkel                                                              | 60°                                                                     | 60°                                                                                | 60°                                                                                | 90°                                                                                | 90°                                                                                | 90°                                                                                |
| Ventilsteuerung                                                         | DOHC, vier hängende Ventile                                             | OHV, zwei hängende Ventile mit zentraler Nockenwelle, Stößelstangen und Kipphebeln | OHV, zwei hängende Ventile mit zentraler Nockenwelle, Stößelstangen und Kipphebeln | OHV, zwei hängende Ventile mit zentraler Nockenwelle, Stößelstangen und Kipphebeln | OHV, zwei hängende Ventile mit zentraler Nockenwelle, Stößelstangen und Kipphebeln | OHV, zwei hängende Ventile mit zentraler Nockenwelle, Stößelstangen und Kipphebeln |
| Nockenwellenantrieb                                                     | Kette für Zwischenwelle, Zahnriemen für Nockenwellen                    | Kette                                                                              | Kette                                                                              | Kette                                                                              | Kette                                                                              | Kette                                                                              |
| Quellen:                                                                |                                                                         |                                                                                    |                                                                                    |                                                                                    |                                                                                    |                                                                                    |

### 2000
Da der Monte Carlo mit der neuen Generation auf dem Impala basierte, verlängerte sich der Radstand um etwa 75 mm (3 Zoll), während die Außenlänge des Fahrzeugs um etwa 50 mm (2 Zoll) kürzer wurde.
Für das Jahr 2000 ließ sich Chevrolet nicht nur erneut von GM Motorsports inspirieren, sondern auch von den Monte Carlos der Vergangenheit. Zu den Merkmalen, die von älteren Monte Carlos übernommen wurden, gehörten die stilisierten Radlaufausbuchtungen der Kotflügel, vertikal ausgerichtete Rückleuchten und eine stilisierte Heckstoßstange. Ein weiteres klassisches Merkmal für das Jahr 2000 war die Rückkehr eines kompletten Kombiinstrumentes, das seit 1988 nicht mehr am Monte gab. Eine Reifendrucküberwachung wurde zur Serie, die Traktionskontrolle gab es als Extra für den SS.
Während das Werk den Vorläufer mit einer glattflächigen, schnörkellosen Karosserie versehen hatte, wurden beim Nachfolger in Gestalt von stark ausgeprägten Sicken an den Kotflügeln frühere Monte Carlo-Generationen zitiert. Angeboten wurden wiederum ein Monte Carlo LS (3,4-Liter-V6-Motor, 180 SAE-PS / ca. 134 kW) und ein SS (V6-Motor, 3,8 Liter Hubraum, 200 SAE-PS / ca. 149 kW).
Die Bezeichnung „Super Sport“ kehrte zurück und ersetzte die Bezeichnung „Z34“ der letzten Generation, die ein Erbe des Lumina Coupés war.
Diese Generation des Monte Carlo basiert auf dem Monte Carlo „Intimidator“ Konzeptfahrzeug, das 1997 gezeigt wurde. Die Ausstattungsvarianten bestanden zunächst aus dem LS und dem SS, wobei letzterer der erste SS mit Frontantrieb in der Chevrolet-Geschichte war.
| Angebotene Motoren des Modelljahrs 2000            | Angebotene Motoren des Modelljahrs 2000 | Angebotene Motoren des Modelljahrs 2000 |
| Chevrolet Monte Carlo                              | 3400                                    | 3800                                    |
| -------------------------------------------------- | --------------------------------------- | --------------------------------------- |
| Bestellcode                                        | LA1                                     | L36                                     |
| Motorname                                          | General Motors 60° V6                   | Buick 3800 V6 SII                       |
| Bremsleistung (netto SAE-PS) bei Drehzahl in min−1 | 180 SAE-HP bei 5200                     | 200 SAE-HP bei 5200                     |
| max. netto Drehmoment bei min−1                    | 251 Nm (185 lbf·ft) bei 4000            | 305 Nm (225 lbf·ft) bei 4000            |
| Verdichtung                                        | 9,6 : 1                                 | 9,4 : 1                                 |
| Gemischaufbereitung                                | Einspritzung                            | Einspritzung                            |
| Quelle:                                            |                                         |                                         |

### 2001 bis 2003
Die folgenden Jahre brachten keine wesentlichen Änderungen mit sich. Das Fahrzeug entwickelte sich in Details weiter. Technisch hatte der Basis-V6 keine höhere Leistung, sondern ein etwas höheres Drehmoment.
| Angebotene Motoren der Modelljahre 2001 bis 2003   | Angebotene Motoren der Modelljahre 2001 bis 2003 | Angebotene Motoren der Modelljahre 2001 bis 2003 |
| Chevrolet Monte Carlo                              | 3400                                             | 3800                                             |
| -------------------------------------------------- | ------------------------------------------------ | ------------------------------------------------ |
| Bestellcode                                        | LA1                                              | L36                                              |
| Motorname                                          | General Motors 60° V6                            | Buick 3800 V6 SII                                |
| Bremsleistung (netto SAE-PS) bei Drehzahl in min−1 | 180 SAE-HP bei 5200                              | 200 SAE-HP bei 5200                              |
| max. netto Drehmoment bei min−1                    | 278 Nm (205 lbf·ft) bei 4000                     | 305 Nm (225 lbf·ft) bei 4000                     |
| Verdichtung                                        | 9,5 : 1                                          | 9,4 : 1                                          |
| Gemischaufbereitung                                | Einspritzung                                     | Einspritzung                                     |
| Quellen:                                           |                                                  |                                                  |

### 2004
Ab Modelljahr 2004 ein SS Supercharged mit 3,8 Liter großem V6-Kompressor-Motor mit 240 SAE-PS (ca. 179 kW) maximaler Leistung.
In diesem Modelljahr (2004) wurden auch mehrere Sondermodelle aufgelegt: Monte Carlo Intimidator SS (Stückzahl: 4000) zu Ehren von Dale Earnhardt Sr., Dale Earnhardt Jr. Signature Series Supercharged SS (Stückzahl: 2883). In den Modelljahren zuvor waren es die Dale Earnhardt Signature Edition (Modelljahr 2002, Stückzahl: 3333) und die Jeff Gordon Signature Edition (Modelljahr 2003, Stückzahl: 2424); im darauffolgenden Modelljahr 2005 die Tony Stewart Signature Series (Stückzahl: 1020).

### 2005
Das Modell erhielt 2005 keine Änderungen.
| Angebotene Motoren der Modelljahre 2004 und 2005   | Angebotene Motoren der Modelljahre 2004 und 2005 | Angebotene Motoren der Modelljahre 2004 und 2005 | Angebotene Motoren der Modelljahre 2004 und 2005 |
| Chevrolet Monte Carlo                              | 3400                                             | 3800                                             | 3800                                             |
| -------------------------------------------------- | ------------------------------------------------ | ------------------------------------------------ | ------------------------------------------------ |
| Bestellcode                                        | LA1                                              | L36                                              | L67                                              |
| Motorname                                          | General Motors 60° V6                            | Buick 3800 V6 SII                                | Buick 3800 V6 SII                                |
| Bremsleistung (netto SAE-PS) bei Drehzahl in min−1 | 180 SAE-HP bei 5200                              | 200 SAE-HP bei 5200                              | 240 SAE-HP bei 5200                              |
| max. netto Drehmoment bei min−1                    | 278 Nm (205 lbf·ft) bei 4000                     | 305 Nm (225 lbf·ft) bei 4000                     | 380 Nm (280 lbf·ft) bei 3600                     |
| Verdichtung                                        | 9,5 : 1                                          | 9,4 : 1                                          | 8,5 : 1                                          |
| Gemischaufbereitung                                | Einspritzung                                     | Einspritzung                                     | Einspritzung, Kompressoraufladung                |
| Quellen:                                           |                                                  |                                                  |                                                  |

### 2006
Mitte 2005 erhielt der Monte Carlo ein umfassendes Facelift, zugleich wurde das Modellprogramm neu gestaffelt und umfasste den LS mit einem neuen 3,5-Liter-V6-Motor mit 211 SAE-PS (ca. 157 kW) und LZE sowie LTZ mit dem LZ9 3,9 Liter-Motor mit 242 SAE-PS (ca. 180 kW) und den SS mit 5,3-Liter-V8-Motor und 303 SAE-PS (ca. 226 kW).
Das überarbeitete Modell bot einen verbesserten Innenraum mit erweitertem Fahrer Information System, verbessertes ABS und Traktionskontrolle sowie optionale, sitzmontierte Seitenairbags für Fahrer und Beifahrer.
Dadurch, dass ab Modelljahr 2008 keine Serienfahrzeuge mit der Bezeichnung Monte Carlo produziert wurden, wurde die Bezeichnung im Herbst 2007 auch bei den NASCAR-Rennfahrzeugen gegen Impala SS getauscht.
| Angebotene Motoren des Modelljahrs 2006            | Angebotene Motoren des Modelljahrs 2006 | Angebotene Motoren des Modelljahrs 2006 | Angebotene Motoren des Modelljahrs 2006 |
| Chevrolet Monte Carlo                              | 3500                                    | 3900                                    | 5.3L                                    |
| -------------------------------------------------- | --------------------------------------- | --------------------------------------- | --------------------------------------- |
| Bestellcode                                        | LZE                                     | LZ9                                     | LS4                                     |
| Motorname                                          | GM High Value engine                    | GM High Value engine                    | Small Block Chevrolet                   |
| Bremsleistung (netto SAE-PS) bei Drehzahl in min−1 | 211 SAE-HP bei 5900                     | 242 SAE-HP bei 6000                     | 303 SAE-HP bei 5600                     |
| max. netto Drehmoment bei min−1                    | 290 Nm (214 lbf·ft) bei 4000            | 328 Nm (242 lbf·ft) bei 4400            | 438 Nm (323 lbf·ft) bei 4400            |
| Verdichtung                                        | 9,8 : 1                                 | 9,8 : 1                                 | 10 : 1                                  |
| Gemischaufbereitung                                | Einspritzung                            | Einspritzung                            | Einspritzung                            |
| Quelle:                                            |                                         |                                         |                                         |

### Galerie

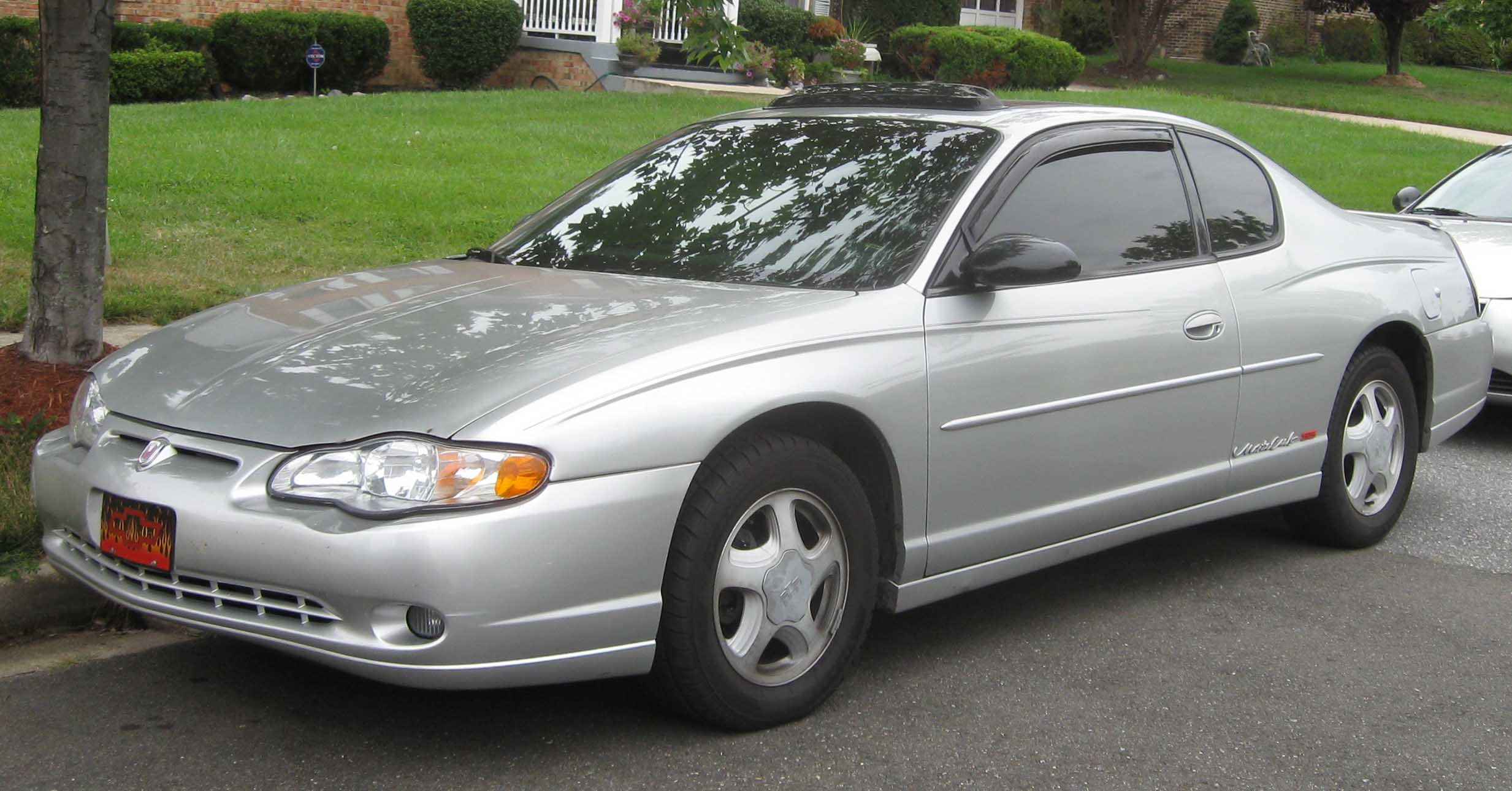
Chevrolet Monte Carlo (1999–2005)
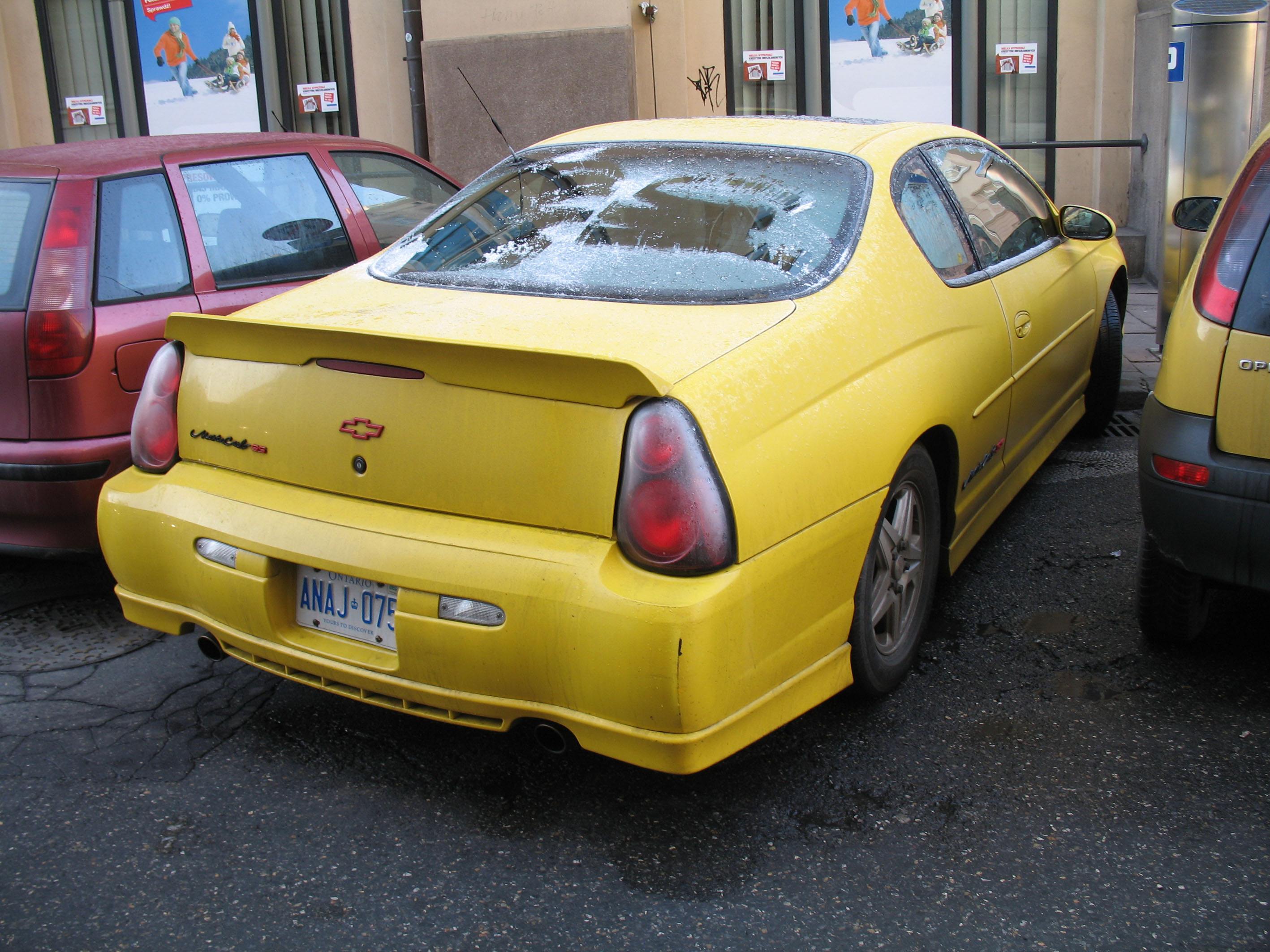
Heckansicht Monte Carlo SS (1999–2005)
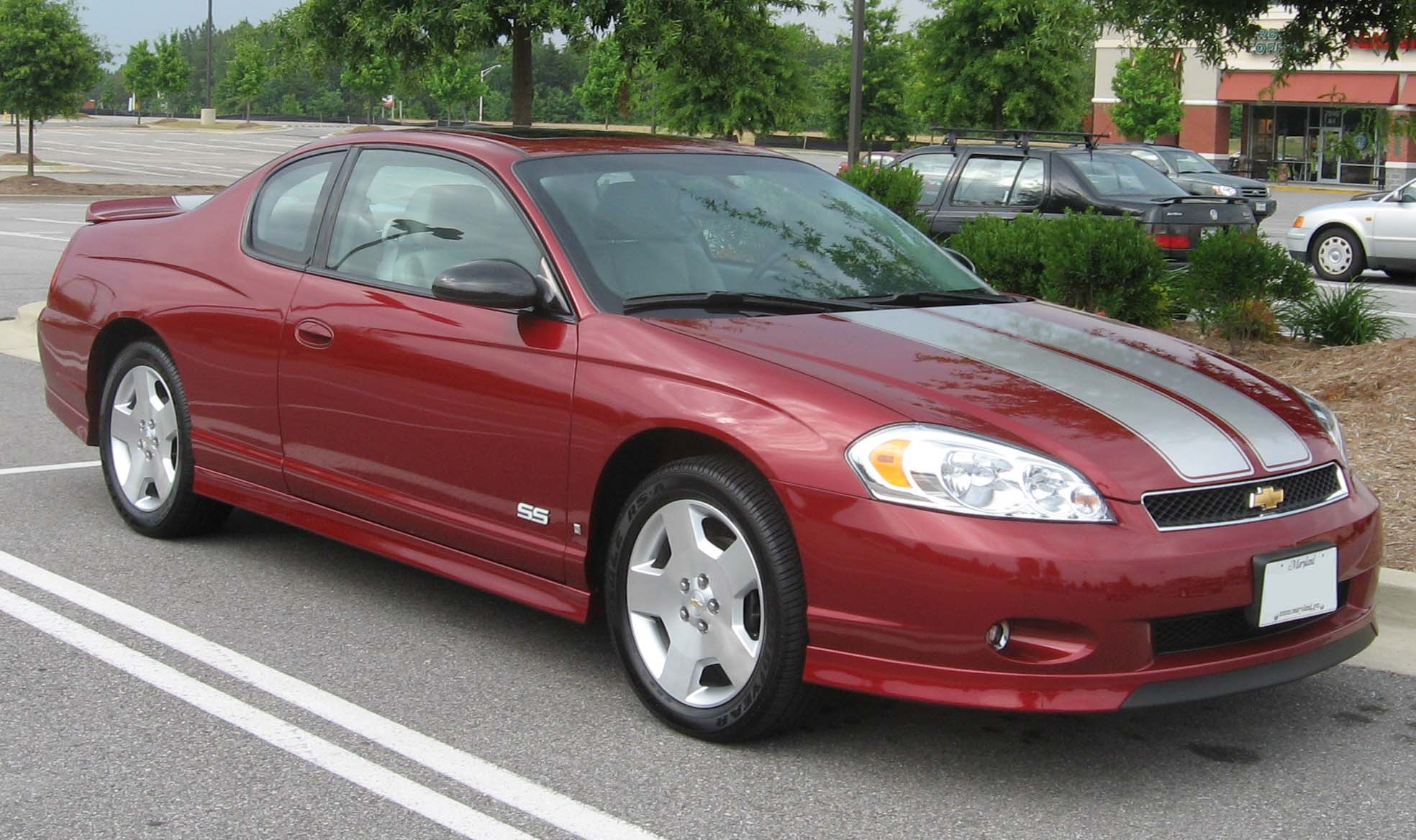
Chevrolet Monte Carlo SS (2005–2007)
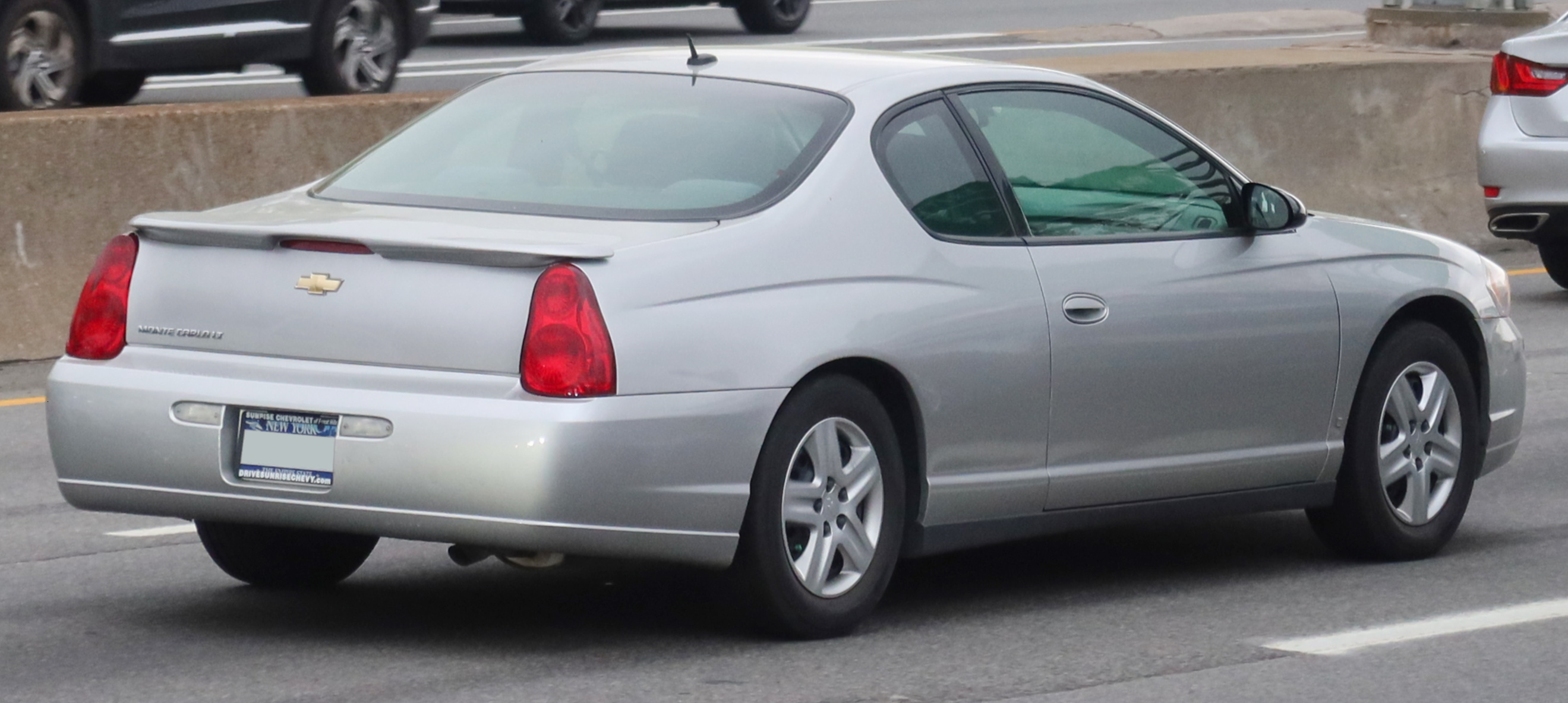
Heckansicht